# Corps

Corps in Europa

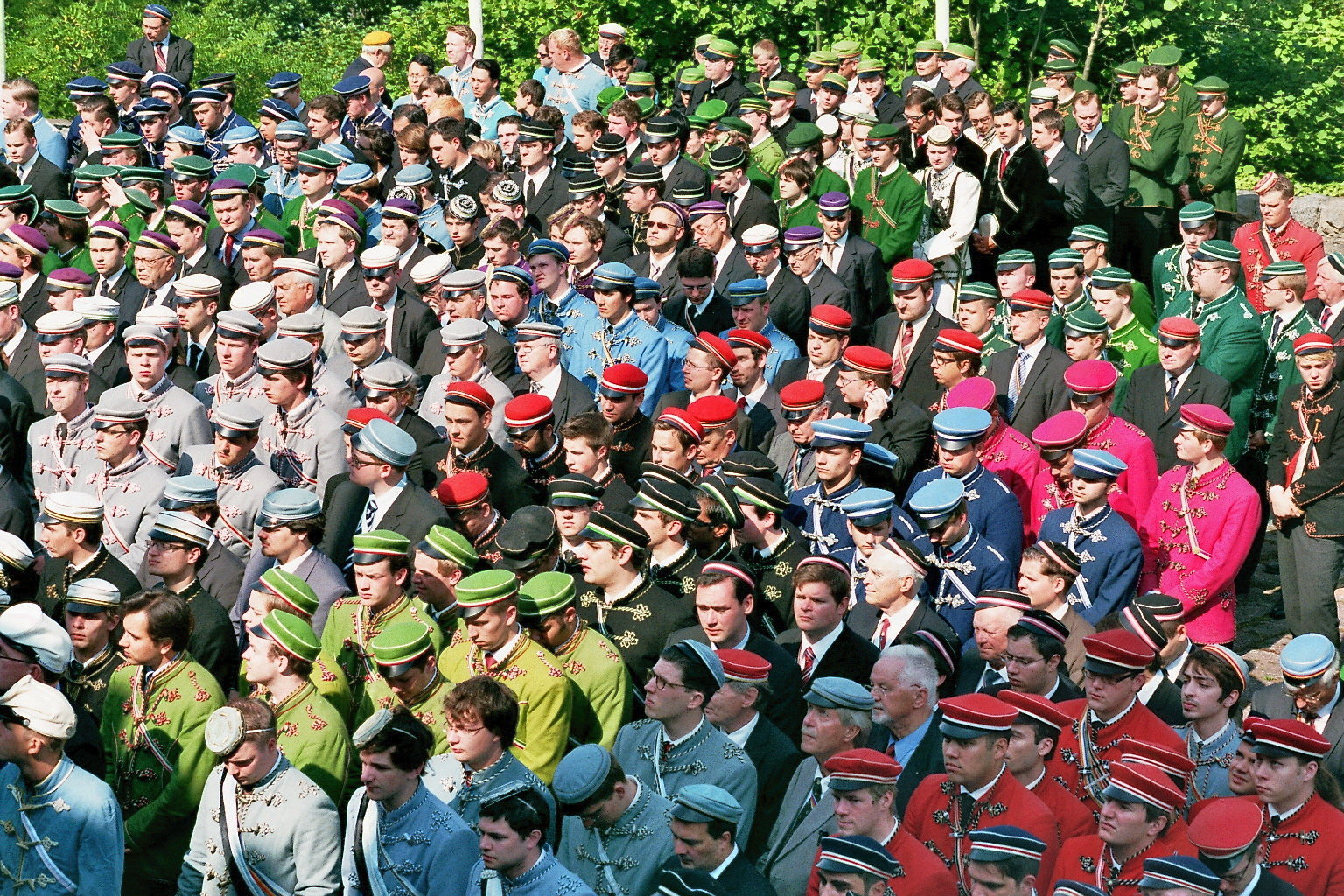
Weinheimer Corpsstudenten auf der Weinheimtagung 2011

Die Corps – n, /koːr/ (sg.), /koːrs/ (pl.), frz. für Körper, Gesamtheit – sind besonders alte Studentenverbindungen. Nach studentengeschichtlichen Begriffen eher „konservativ“, sind sie dem Prinzip der Toleranz verschrieben. Die ersten Corps entstanden im Ausgang des 18. Jahrhunderts. Die zeitweilige Schreibweise Korps wurde 1911 aufgegeben. Die Mitglieder der Corps werden als Corpsstudenten bezeichnet. Die Mitglieder eines Corps nennen sich Corpsbrüder.

## Hintergrund
Die (späteren) Corps übernahmen Elemente der alten Landsmannschaften des 18. Jahrhunderts (farbige Kleidungsbestandteile als Vorläufer des Couleurs und Namen, die auf die Heimatregionen der Mitglieder hinweisen) sowie der Studentenorden (verbindliche, festverschworene Mitgliedschaft, schriftliche und grafische Geheimzeichen als Erkennungsmerkmale), brachten aber als Neuerung die Ideen des Deutschen Idealismus hinsichtlich Persönlichkeitsbildung und Charakterfestigung ein, die durch schriftlich formulierte Normen für die Studenten einer Universität festgelegt wurden. Markiert wird die Entstehung der Corps durch die Bildung von Senioren-Conventen (SC) und die Verabschiedung von Constitutionen und SC-Comments an den meisten deutschen Universitäten im ersten Jahrzehnt des 19. Jahrhunderts. Früher bestehende studentische Zusammenschlüsse haben diese Entwicklung nicht überdauert, sodass die Corps damit die früheste Form von Studentenverbindung im heutigen Sinne sind. An jeder klassischen deutschen Universität bilden die Corps heute die ältesten und traditionsreichsten Studentenverbindungen. 28 Corps wurden noch im 18. Jahrhundert gegründet, ausschließlich an protestantischen und überwiegend an preußischen Universitäten: in Erlangen fünf, in Frankfurt (Oder) vier, in Gießen vier, in Halle sechs, in Jena sieben und in Marburg zwei. Von ihnen suspendierten die meisten Anfang des 19. Jahrhunderts.

„Je mehr unser Volk zur Wohlstandsgesellschaft sich entwickelt, je mehr unser soziales Leben und Denken sich materialisiert und das Sozialprestige sich an den wirtschaftlichen Erfolg knüpft, umso stärker sollten die Corps ihren ideellen Gehalt vertiefen und ihren Charakter als ideelle Gemeinschaft profilieren. Wie der Geist der Materie überlegen ist, so sind geistige und ideelle Gemeinschaften wirkungskräftiger und zukunftsträchtiger als Interessenverbände, Besitzklassen und Wirtschaftsgruppen.“

## Selbstverständnis

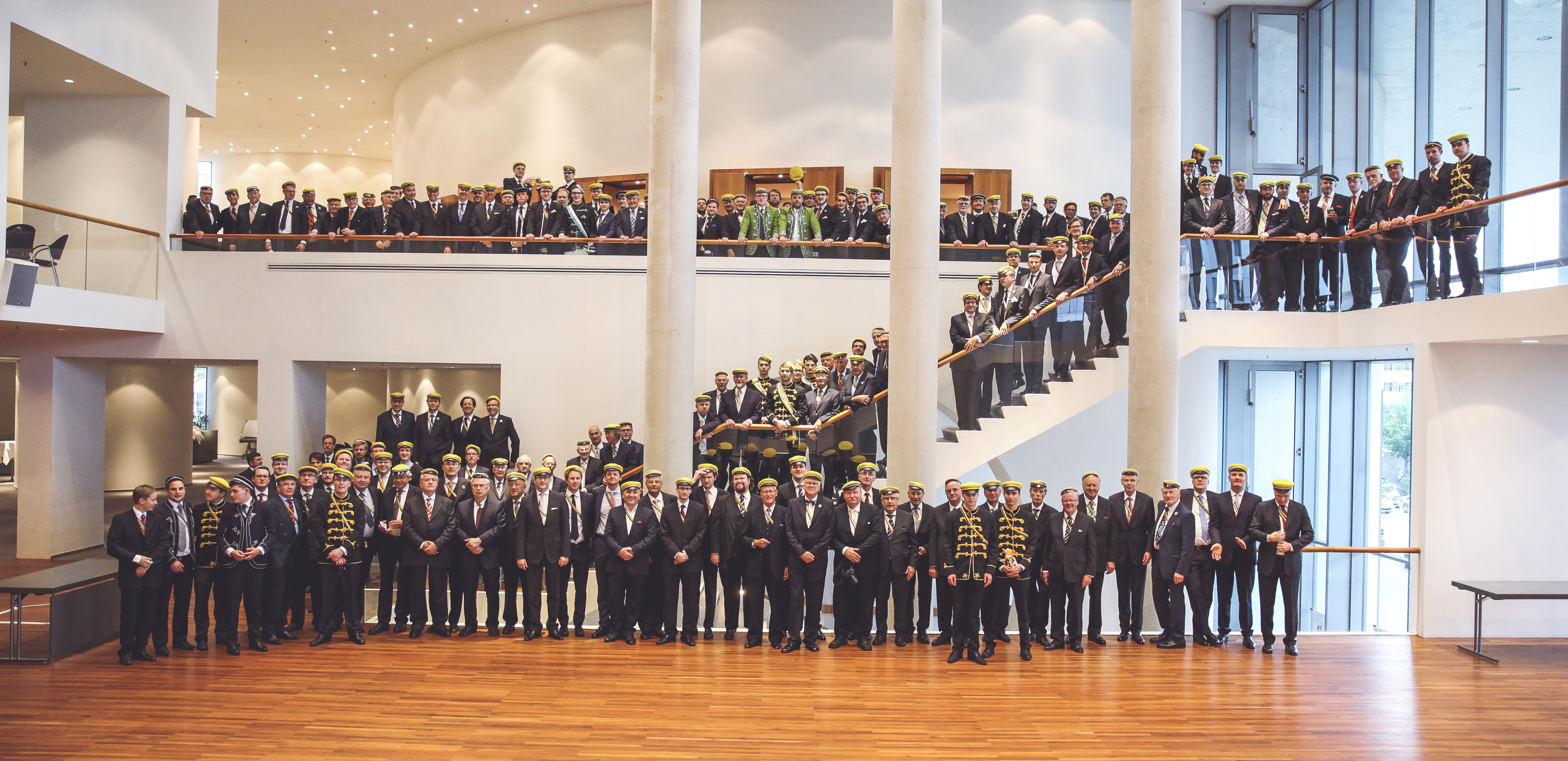
200. Stiftungsfest des Corps Suevia Freiburg

Jeder an einer deutschen, österreichischen oder schweizerischen Universität immatrikulierte männliche Student kann Corpsstudent werden, ungeachtet seiner Staatsangehörigkeit, sozialen oder ethnischen Herkunft sowie Religionszugehörigkeit. Dadurch unterscheiden sich Corps von anderen Formen studentischer Korporationen, die wie die Deutsche Burschenschaft nur Deutsche oder wie Katholische Studentenverbindungen nur Mitglieder bestimmter Konfessionen aufnehmen. Die Corps (nicht einzelne Corpsstudenten) beziehen von jeher keine Stellung zur Tages- oder Parteipolitik. Nach corpsstudentischen Grundsätzen soll sich jeder seine Meinung bilden und sie engagiert – ohne Rücksicht auf zu erwartende Nachteile – vertreten. Aufgrund dieser Verbindung von Verbandsneutralität und Einzelengagement fanden und finden sich viele Corpsstudenten unter den führenden Köpfen der unterschiedlichsten politischen Gruppierungen. Laut Rolf-Joachim Baum haben ihre geistige Unabhängigkeit und Entschiedenheit die Corpsstudenten oft genug zu Gegnern totalitärer Regimes werden lassen. Die Kösener und Weinheimer Corps halten die Mensur als Bewährungsprobe ihrer Mitglieder und als Erziehungsmittel zur „Charakterfestigung und Persönlichkeitsbildung“ für unverzichtbar.

„Ziel und Zweck der Corps war und ist einzig die Erziehung des Studenten zu einer starken, freien, weltoffenen Persönlichkeit, die nicht durch religiöse, rassische, nationale, wissenschaftliche oder philosophische Grenzen eingeengt wird. Zur Erreichung dieses Zieles dient neben den Instituten des Corpsconventes und der Kneipe auch das Institut der heutigen Bestimmungsmensur, bei der die Fechter von den dazu Beauftragten unter Wahrung möglichst gleicher Ausgangsvoraussetzungen bestimmt werden. […] Diese Übung, die verbunden ist mit der Überwindung der eigenen Angst, mit dem Einsatz für die Corpsgemeinschaft und der damit verbundenen Stärkung des Gemeinschaftsgefühls, dient der Erziehung zur Persönlichkeit genauso wie das Einstecken von Treffern, ohne dabei die Haltung zu verlieren, und die Hinnahme der Mensurbeurteilung durch die eigenen Corpsbrüder.“

Die Corpsmitglieder tragen Couleur. Sie erhalten als äußeres Zeichen ihrer Mitgliedschaft das Corpsband oder die Corpsschleife. Die meisten Corpsburschenbänder und Schleifen der Kösener und Weinheimer Corps sind dreifarbig. Zweifarbige haben Borussia Berlin, Franconia Tübingen, Franconia Würzburg und Onoldia (und Marchia Bochum). Acht Corps haben vier Farben: Baltia Königsberg, Guestphalia et Suevoborussia, Hasso-Borussia, Makaria-Guestphalia, Rheno-Guestphalia, Saxo-Borussia Heidelberg, Teutonia-Hercynia Göttingen und Vandalia Rostock.

## Geschichte

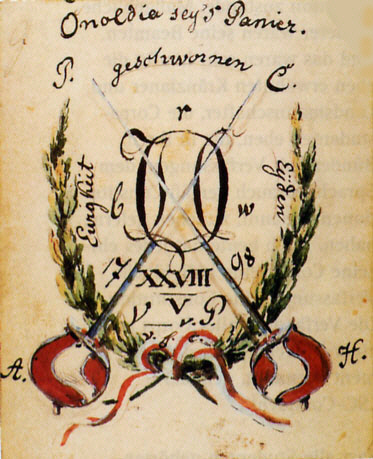
Bundeszeichen des Corps Onoldia, gegründet 1798

Auf dem Boden von Aufklärung und Deutschem Idealismus entstand an den Universitäten eine neue Art studentischer Zusammenschlüsse. Sie erfreuten sich zumindest anfänglich der Unterstützung durch Professoren, die sonst den selbstverwalteten studentischen Gemeinschaften sehr kritisch gegenüberstanden. Die Senioren-Convente wollten die studentischen Umgangsformen verbessern; denn Senatsverordnungen hatten da in drei Jahrhunderten wenig bewirkt.
Charakterfestigkeit und Persönlichkeitsbildung wurden zur Aufgabe der neuen Gemeinschaften. Im Sinne des Idealismus brauchten politische Programme nicht mehr verfolgt zu werden; denn der „bessere Charakter“ würde sich auch auf die Gesellschaft positiv auswirken. Bereits die ersten Constitutionen betonen, dass politische Betätigung nicht zu den Aufgaben der Corps gehören und den Mitgliedern die politische Überzeugung freigestellt ist.
Wie die Landsmannschaften des 18. Jahrhunderts gaben sich die Corps sich lateinische Namen, die sich auf das Herkunftsland ihrer Mitglieder bezogen: Borussia, Bavaria, Saxonia, Guestphalia, Brunsviga, Franconia, Holsatia, Suevia und viele andere. Ihre Mitgliederstruktur war ursprünglich landsmannschaftlich ausgerichtet und Kantonen zugeordnet. Bei der Gründung gaben sie sich eine Constitution. Studentenwappen, Couleur, Zirkel und Studentenlieder stammten teilweise aus dem 18. Jahrhundert. Das Besondere und Neue war die Bildung von Senioren-Conventen (SC), die für ihren Bereich einen SC-Comment verfassten und für seine Einhaltung sorgten. Die SC beanspruchten die Gesamtvertretung der Studentenschaft, weil er alle „Landsmannschaften“ umfasste. Besonders im Vormärz beargwöhnten und verfolgten die Behörden studentische Zusammenschlüsse. Nach den Karlsbader Beschlüssen hielten die ersten Corps ihre Constitution geheim; manche mussten sich auflösen oder heimlich weitermachen, andere wählten unverfängliche Bezeichnungen. So entstand wohl auch die Bezeichnung „Corps“, die 1810 in Heidelberg erstmals nachweisbar ist. Sie bedeutete eigentlich das „engere Corps“ der Landsmannschaft, in das der „Fuchs“ gewählt werden konnte. Die Erziehung der Füchse und die Satisfaktion wurden im Progress (Studentenbewegung) zu Eckpfeilern des „konservativen“ Corpsstudententums, dem die „liberalen“ Landsmannschaften entgegenstanden – und unterlagen.

„Die neuen ‚Landsmannschaften mit Corps‘ strebten von vornherein danach, die Auslese der Studentenschaft zu sein. Sie gaben den Ton an. Die Masse der Studierenden hatte sich ihm anzupassen. Die Auflösung des Ständestaats zu Beginn des 19. Jahrhunderts führte andererseits dazu, daß der adlige Student nicht unter seinen Standesgenossen blieb, sondern Gemeinschaften suchte, die seiner Lebensauffassung entsprachen. Es festigte sich deshalb der aristokratische Zug in den ‚Landsmannschaften mit Corps‘ im Gegensatz zu den späteren demokratischen Bestrebungen der Burschenschaft.“

### Abgrenzung gegenüber neuen Verbindungsformen
Die Gründung der Urburschenschaft in Jena und die Ausbreitung ihrer Idee über ganz Deutschland stellten die Corps vor eine große Herausforderung. Die Forderung war, alle landsmannschaftlich orientierten Zusammenschlüsse an einer Universität aufzulösen und in eine einheitliche gesamtdeutsche Burschenschaft (verbreiteter Name war „Germania“) zusammenzuführen. Dieser Egalitarismus lief der sozialen Differenzierung der Corps zuwider und stellte den Alleinvertretungsanspruch der SC in Frage. Gerade die älteren Corps zogen sich auf die Positionen des Klassischen Idealismus zurück. Mehr als der Deutsche Idealismus zielte er auf  Pflichterfüllung und Toleranz, auf Wertbegriffe Friedrichs des Großen. Zu dieser Weltsicht passte der Kosmopolitismus Goethes und Schillers, der schon im relativ hohen Ausländeranteil der Corps in der ersten Hälfte des 19. Jahrhunderts deutlich wurde.
Im Progress entstanden nach 1840 noch weitere Formen von Studentenverbindungen, von denen viele heute noch existieren. Die neue Vielfalt verwässerte nach Ansicht der Corps die studentischen Traditionen. Der SC-Comment hatte seine Allgemeingültigkeit verloren. Die Corps erkannten, dass sie bei den vielfältigen Neugründungen ihren Alleinvertretungsanspruch gegenüber der gesamten Studentenschaft nicht wiedererlangen konnten. Sie waren trotzdem davon überzeugt, dass ihre Regelungen für das Studentenleben eine ideale Lösung darstellten. Es war zu klären, wodurch sich „Corps“ gegenüber anderen, jüngeren Verbindungen unterscheiden. Dazu mussten sie sich überregional organisieren und sich selbst sowie ihre Ziele und Ideale definieren. Vorarbeit leisteten hier der Senioren-Convent zu Jena, der Senioren-Convent zu Leipzig und der Hallenser Senioren-Convent. Sie konsultierten sich ab 1820 regelmäßig und bildeten von 1821 bis 1844 einen Allgemeinen SC, der oft auf der Rudelsburg tagte.

„Innerer Werth und historisches Recht stellen die Corps an die Spitze der deutschen Studentenschaft. ... Die Corps sind die unbestrittenen Rechtsnachfolger der Landsmannschaften. Die Landsmannschaft aber bildete die eigentliche Studentenschaft, insofern von einer Bürgerschaft nur da die Rede sein kann, wo eine organisierte Vertretung stattfindet. Diejenigen aber, die außerhalb der alten Landsmannschaft standen, besaßen keinerlei Vertretung und haben deshalb auch nie versucht, die Rechte der Landsmannschaften anzufechten. Im Gegentheil unterwarfen sie sich freiwillig ihrer Führung. Daß die Burschenschaft später dazwischentrat, darf nicht relevant sein; denn sie wurde von der Landsmannschaft nur zum Mitgenusse ihres Vorrangs zugelassen, geschweige denn eingeladen. Daher dürfen und müssen die Corps als Rechtsnachfolger der Landsmannschaften an der Behauptung festhalten, daß sie die alleinigen wahren und rechtlichen Vertreter der Gesammtstudentenschaft seien.“

### Verbandsgründungen
An den tierärztlichen Hochschulen entstand 1873 der Rudolstädter Senioren-Convent (RSC). 1882 folgte der Naumburger Senioren-Convent (NSC) an den landwirtschaftlichen Hochschulen. Diese Gründungen waren notwendig, weil die Hochschulen noch kein Promotionsrecht hatten und den wissenschaftlichen Hochschulen nicht gleichgestellt waren. Vom KSCV deshalb abgewiesen, kamen sie nach erbitterten Auseinandersetzungen 1934 in den WSC.

### Gesellschaftspolitische Bedeutung im Deutschen Bund

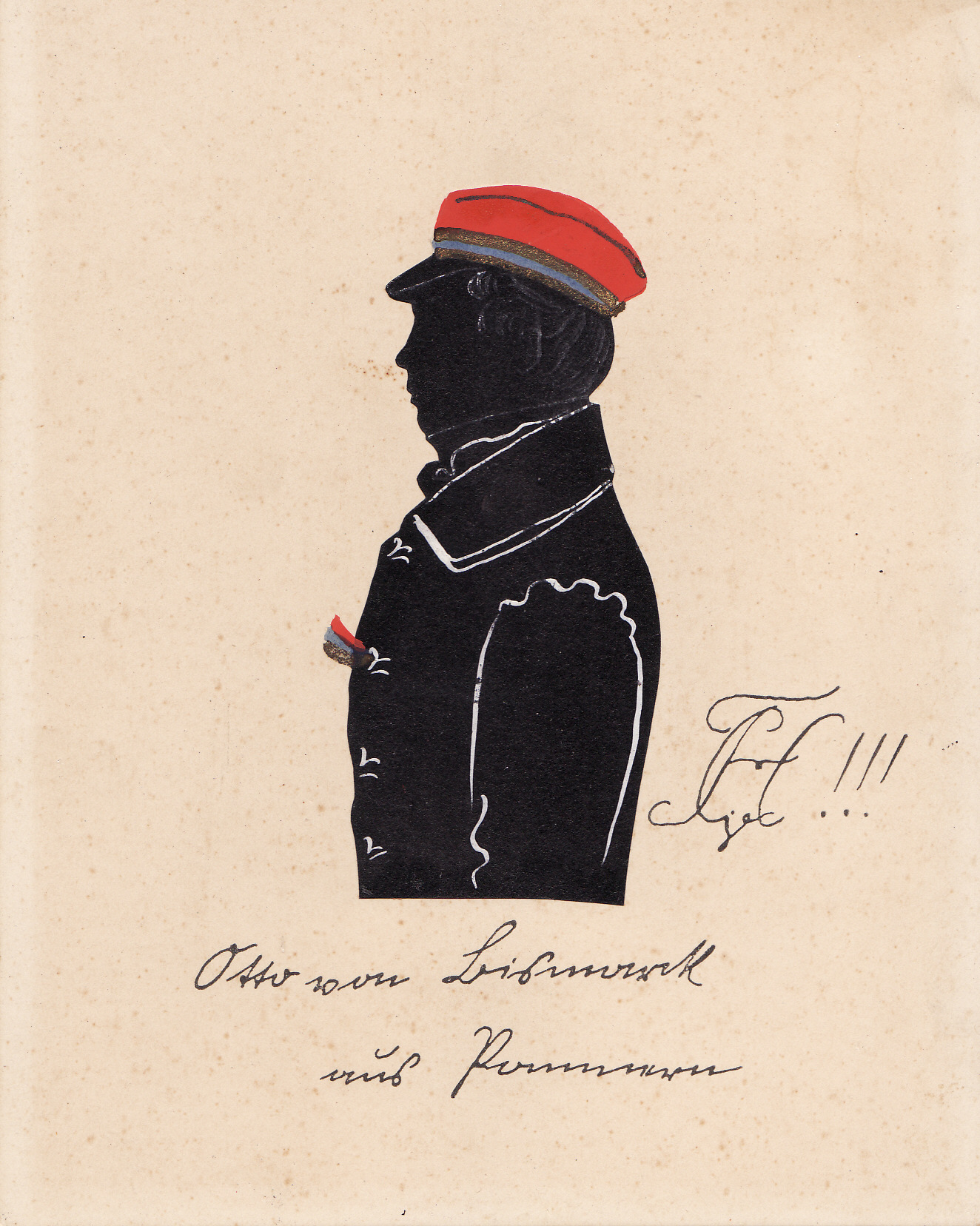
Otto von Bismarck als Corpsstudent (1832)

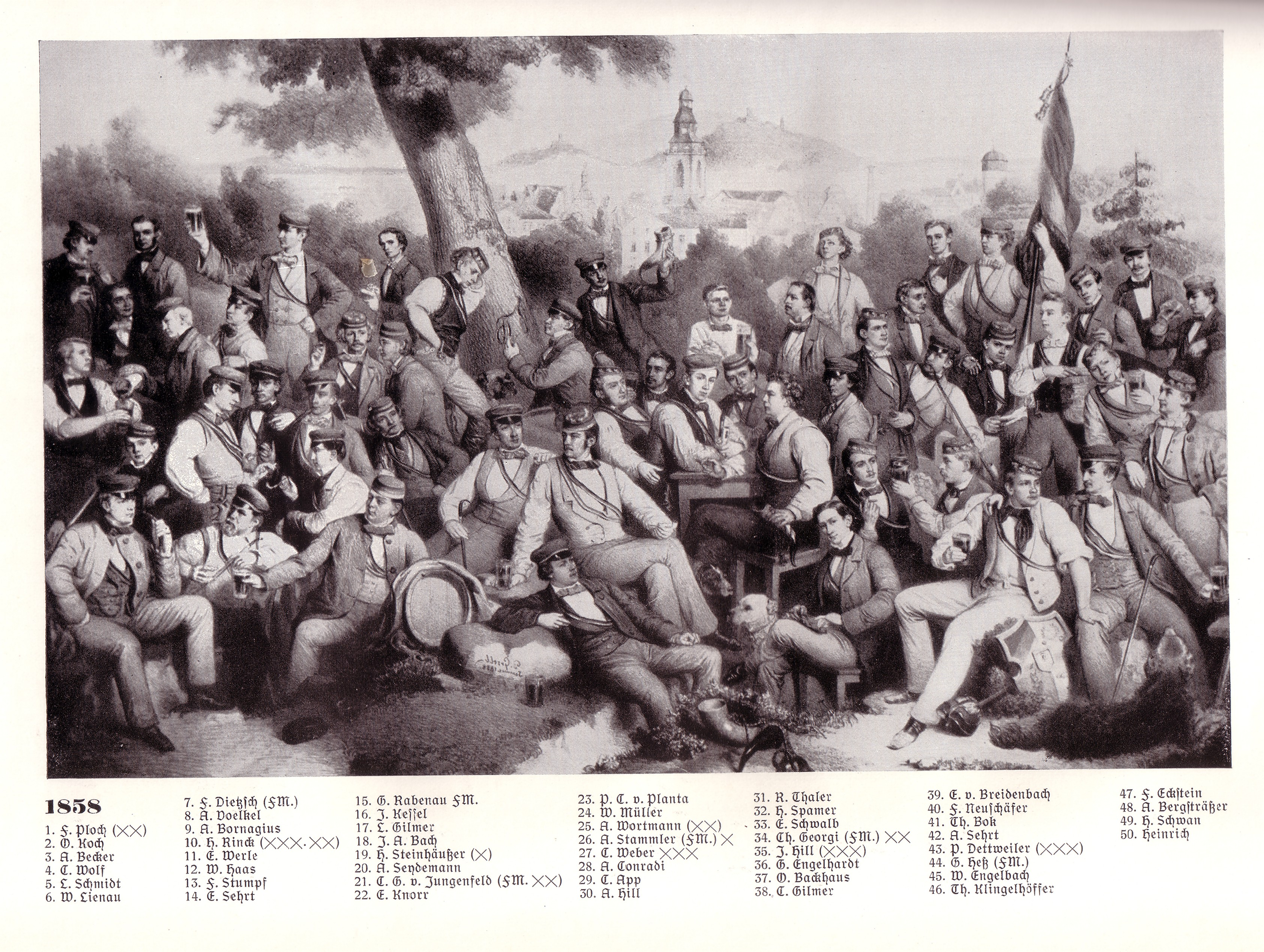
Corps Teutonia Gießen (1858)

Als in der ersten Hälfte des 19. Jahrhunderts – besonders in Vorbereitung der Verbandsgründung 1848 – die ersten Definitionen formuliert wurden, worin das Eigentümliche der Corps im Verhältnis zu den anderen neu gegründeten Verbindungen bestehe, wurde die unpolitische Ausrichtung betont. Corps schreiben ihren Mitgliedern keine politische Richtung vor, bereiten sie aber auf verantwortungsvolle Positionen in Politik und Gesellschaft vor. Das war bereits in den Jahren und Jahrzehnten nach der Gründung der ersten Corps deutlich geworden. So beteiligten sich Corpsstudenten an der Organisation des Hambacher Festes 1832, wie die Rechtsanwälte Johann Georg August Wirth und Joseph Savoye. Teilnehmer waren auch die Publizisten Friedrich Wilhelm Knoebel und Georg Geib. Auch beim Frankfurter Wachensturm 1833 waren Corpsstudenten führend beteiligt wie Johann Ernst Arminius von Rauschenplat. Zu den berühmten Revolutionären gehören Friedrich Hecker, der „Berufsrevolutionär“ Heinrich Scheffer und Gustav von Struve. Im Vorparlament saßen 32 (bisher namentlich erfasste) Corpsstudenten. Von 809 Abgeordneten der Frankfurter Nationalversammlung waren 120 Corpsstudenten.
Die Corps brachten nicht nur Revolutionäre und Aufrührer, sondern auch einflussreiche Beamte in den deutschen Einzelstaaten hervor. Schon damals war die Präsenz der Corpsstudenten in politisch sich entgegenstehenden Lagern typisch. Im Folgenden einige Beispiele:
- Im Königreich Preußen zum Beispiel war Otto Freiherr von Manteuffel seit 1848 Innenminister und von 1850 bis 1858 Ministerpräsident. Sein designierter Nachfolger, Albrecht von Alvensleben war von 1835 bis 1842 preußischer Finanzminister. Seit 1862 war Otto von Bismarck Ministerpräsident und Außenminister.
- Im Kaisertum Österreich war Johann Bernhard von Rechberg Ministerpräsident von 1859 bis 1861.
- Im Königreich Bayern war Ludwig von der Pfordten 1848/49 Ministerpräsident des liberalen Kabinetts. Carl Ignaz Freiherr von Schrenck-Notzing war 1859–1864 Ministerpräsident, Außen- und Handelsminister. In der Kammer der Abgeordneten (Bayern) saßen 42 Corpsstudenten.
- Im Königreich Hannover war Eduard Freiherr von Schele 1851/53 Ministerpräsident und Außenminister. Georg Heinrich Bacmeister war ab 1865 Innenminister und letzter Ministerpräsident des im Jahre 1866 von Preußen annektierten Königreichs.
- Im Kurfürstentum Hessen war Ludwig Hassenpflug von 1850 bis 1855 Regierungschef, Justiz- und Innenminister.

Teilweise trafen Corpsstudenten sogar in bewaffneten Auseinandersetzungen aufeinander. So setzte der Deutsche Bund den General Friedrich Freiherr von Gagern als Befehlshaber der Bundestruppen ein, um die von dem Corpsstudenten Friedrich Hecker in Südwestdeutschland angeführte Volkserhebung niederzuschlagen. Nach gescheiterten Verhandlungen fiel der General am 20. April 1848 im Gefecht auf der Scheideck bei Kandern; die Revolutionäre wurden dennoch geschlagen. Hecker entkam in die USA und wird dort neben dem Corpsstudenten Gustav Struve zum Kreis der bedeutenderen Forty-Eighters gezählt. Der Deutsche Krieg trug wesentlich dazu bei, dass die österreichischen Corps erst spät in den KSCV aufgenommen wurden. Die Mehrzahl der Corps neigte zur Kleindeutschen Lösung.
Zur unterschiedlichen Präsenz von „unpolitischen“ Corpsstudenten und „politischen“ Burschenschaftern in staatstragenden Ämtern sagte später der Burschenschafter Heinrich von Treitschke:

„Die wortreiche Schwärmerei, die unklare Sehnsucht und die beständige Verwechslung von Schein und Wirklichkeit waren der Entwicklung des politischen Talents nicht günstig. Im großen Durchschnitt sind aus der Burschenschaft mehr Gelehrte und Schriftsteller hervorgegangen, aus den Reihen ihrer späteren Gegner, der Corps, mehr Staatsmänner.“

Als nach der Aufhebung der Karlsbader Beschlüsse im Jahre 1848 das gesellschaftspolitische Leben in Deutschland aufkeimen konnte, Vereine und Parteien gegründet werden konnten, waren Corpsstudenten führend an der Gründung fast aller deutschlandweiten Politorganisationen und später der reichsweiten Parteien beteiligt – und zwar in allen Strömungen, bei den Kommunisten, den Sozialdemokraten, den Katholiken, den Liberalen und den Nationalkonservativen. So war Karl Marx in der Bonner Landsmannschaft der Treveraner, die sich drei Jahre später als Corps Palatia Bonn umbenannte. Rudolf von Bennigsen gründete mit Max von Forckenbeck und anderen die Deutsche Fortschrittspartei und die Nationalliberale Partei, die bei der Reichsgründung 1871 die stärkste Fraktion im Reichstag stellte. 1905 wurde Ernst Bassermann ihr Vorsitzender. Forckenbeck war ab 1878 Präsident des Reichstages. Wilhelm Emmanuel von Ketteler gründete mit Ludwig Windthorst 1870 die Deutsche Zentrumspartei. Wilhelm Liebknecht gründete mit August Bebel die Sozialdemokratische Arbeiterpartei (SDAP), den Vorläufer der heutigen SPD.
Obwohl bei der Herausbildung von Arbeiterorganisationen auch Corpsstudenten und andere Verbindungsstudenten beteiligt waren, wurden die Verbindungen zu Vereinigungen der bürgerlichen und aristokratischen Führungsschichten. Besonders den Corps wurde die außerfachliche Erziehung der Studenten anvertraut. „Corpserziehung“ und „gesellschaftlicher Schliff“ galten als Erziehungsideal. Manche Familien schickten ihre Söhne überhaupt nur deshalb zur Universität. Auf den Besuch universitärer Veranstaltungen wurde dabei oft gänzlich verzichtet. So hielten es auch viele Fürsten. Im Großherzogtum Baden, in Mecklenburg, im Königreich Preußen, im Herzogtum Sachsen-Coburg und Gotha, in Schaumburg-Lippe und im Königreich Württemberg schickten sie ihre Söhne auf die Universitäten, damit sie in den „richtigen“ Corps aktiv werden konnten.

## Die Corps nach der Reichsgründung

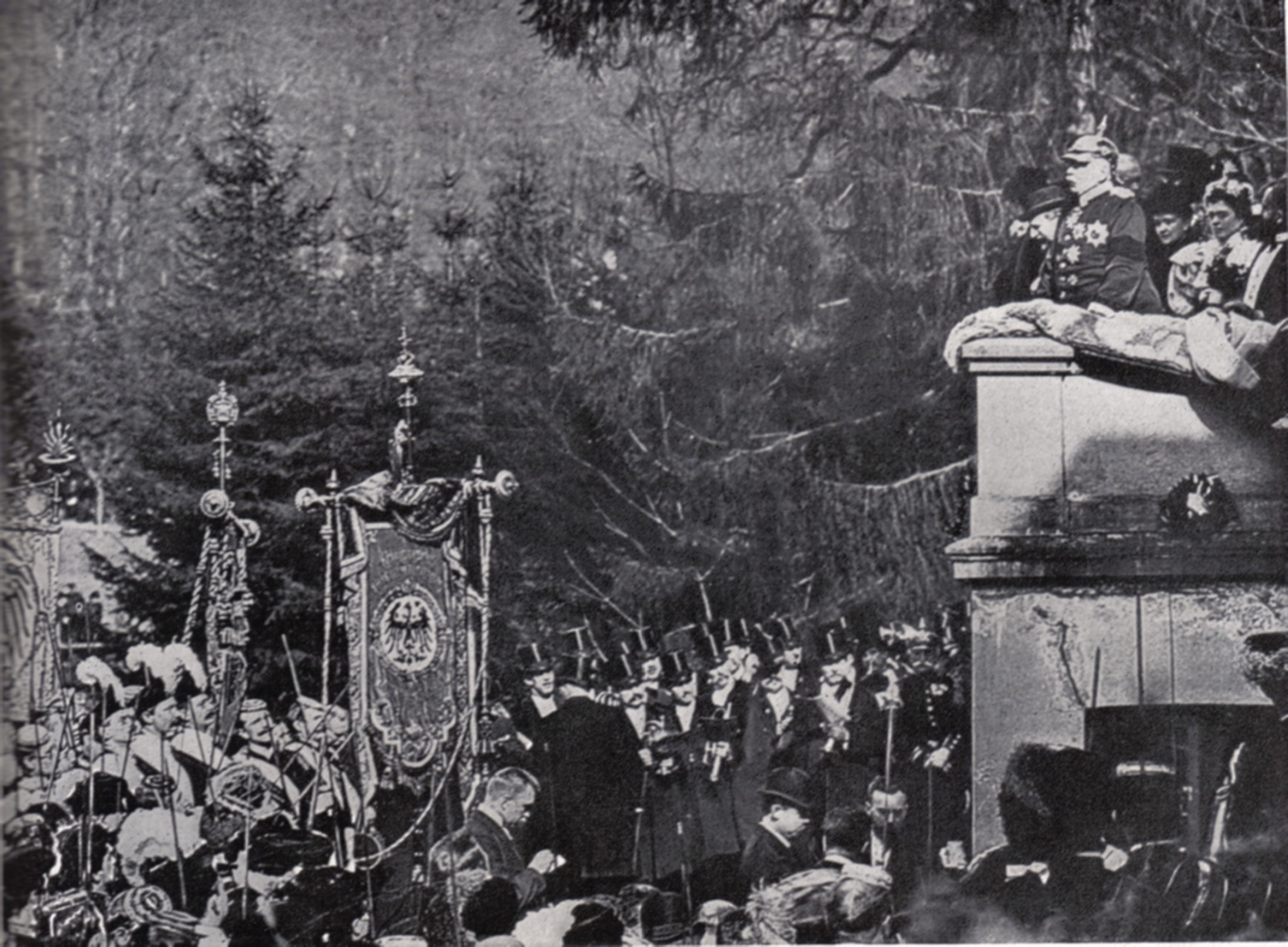
Huldigung Bismarcks (1890)

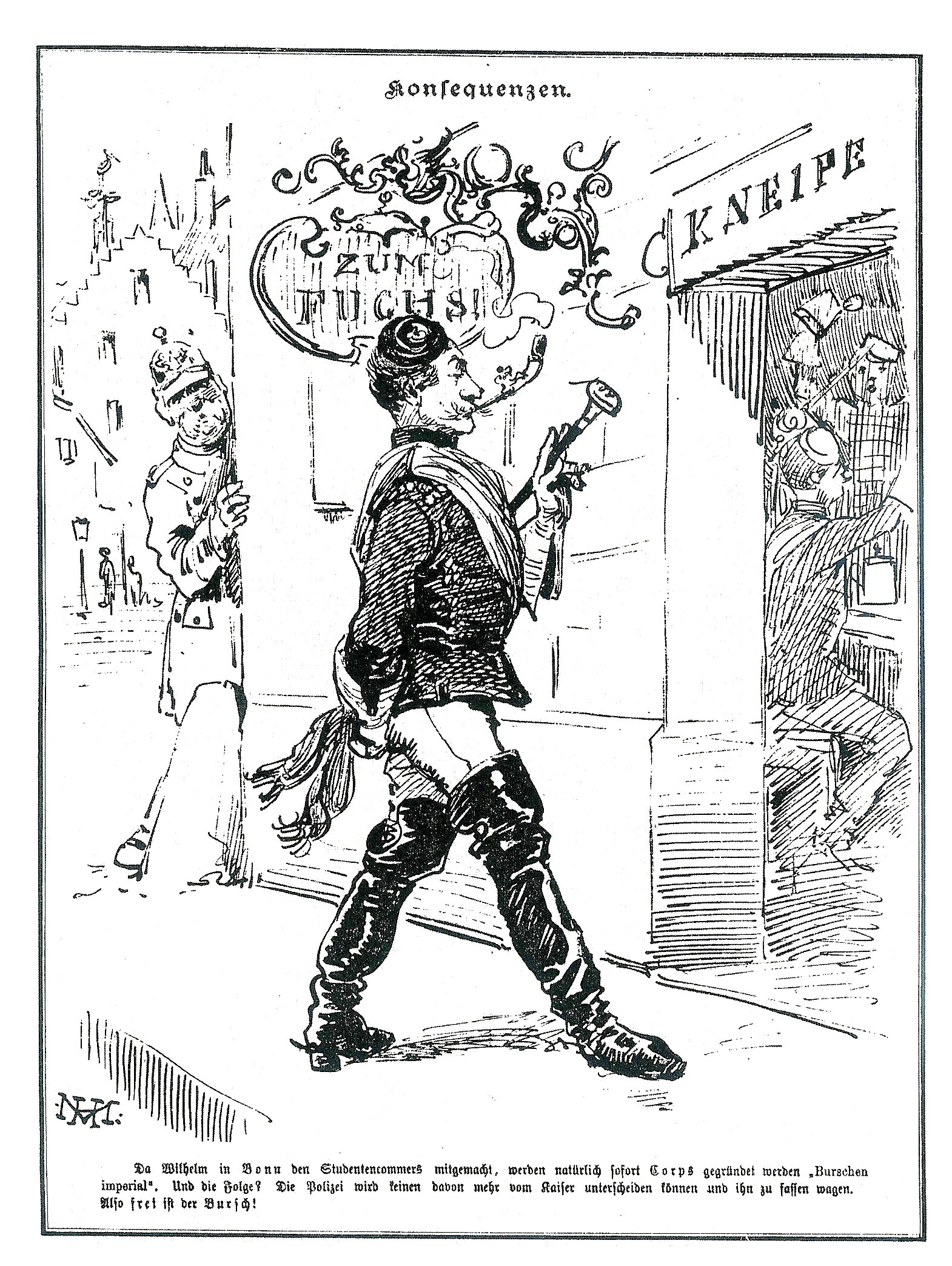
Kaiser Wilhelm II. besucht die Corps in Bonn 1891 (Karikatur aus dem Schweizer Nebelspalter)

Ansehen und Einfluss der Corps erreichten im Deutschen Kaiserreich ihren Höhepunkt, als die Söhne regierender Häuser, des deutschen Adels und des Großbürgertums in den Corps aktiv wurden. Wie der Offizier war der Corpsstudent das Ideal jener Zeit. Die Alten Herren der Corps besetzten die politischen und wirtschaftlichen Führungspositionen. Die beiden führenden Persönlichkeiten des Kaiserreichs waren Corpsstudenten, nämlich Wilhelm II. und Otto von Bismarck. Der Reichskanzler wurde für viele Jahrzehnte zur politischen Kultfigur – sowohl unter der Bevölkerung als auch unter den Studenten. Unter Bezugnahme auf das Band seines Corps sagte Bismarck:

„Ich würde, wenn ich heute wieder auf die Universität käme, auch heute noch in ein Corps gehen. Kein Band hält so fest wie dieses.“

Kaiser Wilhelm II. hielt auch nach seiner Thronbesteigung Kontakt zu seinem Corps in Bonn. Er betrachtete die Corps als erprobte Ausbildungsstätte des Führungsnachwuchses im Kaiserreich. So sagte er am 6. Mai 1891 in einer Rede vor dem Bonner SC:

„Ich hoffe, daß, solange es deutsche Korpsstudenten gibt, der Geist, wie er im Korps gepflegt wird und durch den Kraft und Mut gestählt wird, erhalten bleibt, und daß Sie zu allen Zeiten freudig den Schläger führen werden. Unsere Mensuren werden im Publikum vielfach nicht verstanden. Das soll uns aber nicht irre machen. Wir, die wir Korpsstudenten gewesen sind, wie Ich, wir wissen das besser. Wie im Mittelalter durch die Turniere der Mut und die Kraft des Mannes gestählt wurden, so wird auch durch den Geist und das Leben im Korps der Grad der Festigkeit erworben, der später im großen Leben nötig ist, und der bestehen wird, solange es deutsche Universitäten gibt.“

Je höher die Corps in der Gesellschaft (Soziologie) aufrückten, desto mehr wandelte sich das Alltagsleben der Corpsstudenten. Die Corps fühlten sich verpflichtet, ihrer Führungsrolle auch durch äußeres Gepränge Ausdruck zu verleihen. Die Repräsentationskosten, die der einzelne aktive Corpsstudent aufzubringen hatte, stiegen in bisher nicht gekannte Höhen. Die meisten Corps machten einen „Mindestwechsel“ zur Aufnahmebedingung. So wurde von einem Studenten, der Mitglied in einem Corps werden wollte, ein Mindesteinkommen verlangt, von dem eine mehrköpfige Handwerkerfamilie zu der Zeit bequem hätte leben können. Nur noch wenige Studenten konnten sich die Mitgliedschaft in einem Corps überhaupt leisten. Und obwohl im Kaiserreich die Zahl der Studenten stark anstieg, blieb die Zahl der Corpsstudenten weitgehend konstant, während sich zugleich eine Vielzahl neuer Korporationsformen bildete, die den traditionellen Führungsanspruch der Corps infrage stellten.
Die gesellschaftliche Dominanz und das formalistische Verhalten provozierten auch zahlreiche satirische Angriffe bis hin zu polemischer Kritik. Besonders der Simplicissimus, in dessen Redaktion auch Alte Herren verschiedener Corps mitarbeiteten, veröffentlichte legendäre, bis heute immer wieder nachgedruckte Karikaturen über das Leben der Corpsstudenten, allerdings eher wohlwollend mit einem zwinkernden Auge. Besondere Zielscheibe war dabei das „Kaisercorps“ Borussia Bonn, in dem viele Prinzen Mitglied waren. Mark Twain verbrachte im Sommer 1878 mehrere Monate in Heidelberg und schenkte den dortigen Corps große Aufmerksamkeit:
Wilhelm Meyer-Förster hatte mit seinem Theaterstück Alt-Heidelberg (Schauspiel in 5 Aufzügen, uraufgeführt am 22. November 1901 im Berliner Theater) großen Erfolg. In dem Stück wird Karl Heinrich, Erbprinz des fiktiven thüringischen Kleinstaates Sachsen-Karlsburg zum Studium nach Heidelberg geschickt, wo er in das fiktive „Corps Saxonia Heidelberg“ eintritt und eine fröhliche Zeit verlebt. Durch den unerwarteten Tod seines Vaters muss er früh die Thronfolge antreten und dem Ernst des Lebens ins Auge sehen. In dem Stück, in dem es um die Unwiederholbarkeit jugendlicher Freude und Unbeschwertheit geht, steht das Corps als Synonym für die Freuden der Jugend. Die Handlung wurde im Jahre 1924 für ein Musical am Broadway (The Student Prince) umgearbeitet und erlebte bis in die 1950er Jahre mehrere Verfilmungen in den USA und Deutschland. Bis heute wird das Musical mit deutschen Dialogen und englischen Liedtexten jedes Jahr bei den Heidelberger Schlossfestspielen aufgeführt.
Die linke Presse in Deutschland dagegen betrachtete die Corps als Brutstätte der reaktionären gesellschaftlichen Kräfte, gegen die sie kämpfte. So schrieb die SPD-Zeitung Vorwärts, die einst den Corpsstudenten Wilhelm Liebknecht zum Chefredakteur hatte:

„Die Rohheit und Rauflust der Corpsburschen paart sich mit einer Aufgeblasenheit und Einbildung, die ihres Gleichen suchen und die einen neuen Beweis für den engbegrenzten Horizont der Herrchen abgeben. Wer hat diese nicht schon durch die Straßen der Universitätsstädte stolzieren sehen, jene schneidigen Jünger der Wissenschaft mit ihren bis in den Nacken gescheitelten und mit einigen Büchsen Pomade vollgeschmierten Haaren, ihren hochgetragenen bekneiferten Nasen, ihren feingedrehten Schnurrbärten, ihren enganliegenden Höschen, kurzen Jäckchen und spitzen Schuhen, ihren aufgedunsenen bornierten Gesichtern und ihren feinen Rohrstöckchen oder dicken Knüppeln, mit denen sie nachts, wenn sie aus ihren Kneipen kommen, wo sie ihrer geistigen Zurechnungsfähigkeit vollständig verlustig gegangen sind, die Laternen einschlagen, die friedlichen Bürger belästigen und die Nachtwächter durchprügeln?“

Heinrich Mann lässt in seinem Roman Der Untertan den Helden Diederich Heßling in das fiktive „Corps Neuteutonia Berlin“ eintreten. Er schildert, wie das Corpsleben bei seiner Romanfigur zur Herausbildung des wilhelminischen Untertanengeistes beiträgt. Der Roman wurde im Jahre 1951 in der DDR verfilmt und mit einem Filmpreis ausgezeichnet.

### Wenden
Dem Glanz des Wilhelminismus erlagen alle Korporationen. Dem in den Corps verbreiteten Hang zu „Luxus und Protzentum“ begegnete Leonhard Zander mit einer Denkschrift, die von Kronprinz Wilhelm und Fürst Bismarck unterschrieben wurde (Zandersche Reformbewegung).
Noch im Kaiserreich wurden (getaufte) Juden ganz selbstverständlich in Corps aufgenommen. Das Duell Vering–Salomon bedeutete einen Wendepunkt im studentischen Antisemitismus. Viele Corps nahmen keine Juden mehr auf, als eines der ersten Teutonia Marburg. Im Gegensatz zu anderen studentischen Verbänden lehnte der KSCV jedoch einen entsprechenden Verbandsbeschluss ab. So blieb es jedem Corps selbst überlassen, wie es sich in dieser Frage verhielt. Am „Krawall-Antisemitismus“ anderer Verbände wollten die Corps sich nicht beteiligen. Der Ausschluss von Alten Herren jüdischen Glaubens oder jüdischer Abstammung war kein Thema, so dass bei der Machtübernahme der Nationalsozialisten im Jahre 1933 noch viele Corps jüdische Mitglieder oder Mitglieder jüdischer Abstammung hatten.
In der Hochschulpolitik und im Zeitgeist zeigten sich Tendenzen gegen den Hochmut der Corps. Die Jugendbewegung brachte den Wandervogel hervor, der als moderner Zusammenschluss junger Menschen galt. Es bildeten sich Begriffe wie „Zurück zur Natur“ und „gesunde Lebensweise“. Besonders in der Freistudentenschaft fanden der Deutsche Bund abstinenter Studenten und die Lebensreform manche Anhänger. Die Folgen für die Corps zeigten sich in der Statistik: Im Jahre 1901 gehörten 8,3 Prozent aller männlichen Studenten im Deutschen Reich einem Kösener Corps an. Das entsprach 2.891 Aktiven und Inaktiven. Im Jahre 1908 war dieser Anteil bereits auf 6,4 Prozent gesunken, was einer absoluten Zahl von 3.100 studierenden Corpsmitgliedern entsprach. Im Jahre 1914 betrug der Anteil noch 5,0 Prozent (2.914 Studenten). Die absolute Zahl der Corpsstudenten stagnierte, während die Studentenzahlen stark stiegen. Während des Ersten Weltkrieges kam das Universitäts- und Verbindungsleben fast zum Erliegen. Teilweise wurden die CC-Ferien bis Kriegsende verlängert. Mancherorts hielten Verwundete und Alte Herren den Betrieb aufrecht; die Niederlage und das Ende des Kaiserreichs waren aber nicht mehr aufzuhalten. Am 9. November 1918 erklärte der letzte kaiserliche Reichskanzler Prinz Max von Baden (Corps Rhenania Freiburg, Saxo-Borussia, Suevia Heidelberg) die Abdankung des Kaisers.

### Weimarer Republik
Nach dem Ende des Ersten Weltkriegs strömten die Kriegsheimkehrer an die Universitäten. Die Corps hatten mehr Nachwuchs als je zuvor. Manche süddeutschen Corps verhängten einen Aufnahmestopp. Während im Jahre 1914 noch 58.700 männliche Studenten an den Universitäten des Reichs immatrikuliert waren, stieg diese Zahl bereits unmittelbar nach Kriegsende auf 82.300. Die Zahl der Aktiven, also der Mitglieder in den ersten Semestern, verdoppelte sich bei den Kösener Corps im Vergleich zum letzten Vorkriegsjahr beinahe. Jedoch blieb die Gesamtzahl der studierenden Corpsmitglieder eher konstant. Der prozentuale Anteil der Kösener Corpsstudenten an der männlichen Studentenschaft sank auf 3,7 Prozent. Der Anteil der Corpsstudenten in herausgehobenen Positionen der Verwaltung nahm im Vergleich zur Kaiserzeit schon in den Anfangsjahren der Weimarer Republik rapide ab und erreichte zu deren Ende hin den tiefsten Wert.
1919/20 rief der SPD-Reichswehrminister Gustav Noske die Studenten immer wieder auf, sich in Zeitfreiwilligenverbänden der Reichswehr anzuschließen, um kommunistische Aufstände im Reich niederzuschlagen. Ziel der SPD-Führung war es dabei, die Bildung von Räterepubliken seitens der USPD und der später gegründeten KPD zu verhindern und Wahlen für eine parlamentarische Republik zu ermöglichen, was schließlich auch gelang. Ein parlamentarisches System konnte errichtet werden, Wahlen fanden statt. Die Weimarer Republik stabilisierte sich zumindest für eine gewisse Zeit.

### Politische Ausrichtung

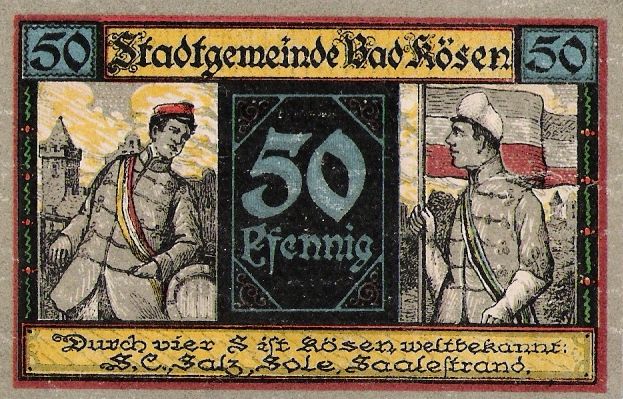
Notgeld der Stadt Bad Kösen (1921)

Auch bei der politischen Bewertung dieser Vorgänge ging ein tiefer Riss durch die Bevölkerung Deutschlands. Das Bündnis der SPD mit den konservativen Militärs ließ viele Sozialdemokraten zu den Kommunisten abwandern. Die reaktionären Kräfte, die dem alten System anhingen, waren mit der Demokratie, die sie eigentlich gestützt und überhaupt erst ermöglicht hatten, auch nicht zufrieden. Die Anhänger der parlamentarischen Demokratie saßen zwischen allen Stühlen und hatten auch keine ausreichende Mehrheit, um die Republik dauerhaft zu stabilisieren. Die Mitglieder der Corps stammten vorzugsweise aus dem (nicht zuletzt jüdischen) Großbürgertum und dem Adel und waren die Stützen des Kaiserreichs gewesen. Nur wenige konnten sich mit der neuen Demokratie anfreunden. Obwohl die Corps auch in dieser Zeit streng vermieden, sich zu politisieren oder politische Richtungen zu begünstigen, waren Kundgebungen für die Monarchie üblich; aber unter Mitgliedern der Corps waren auch bedeutende Sozialdemokraten. So folgte der sozialdemokratische Corpsstudent Wilhelm Blos dem königlichen Corpsstudenten Wilhelm II. als Staatsoberhaupt Württembergs.
Nach dem Ersten Weltkrieg geriet das Deutsche Reich unter zunehmenden Druck. Die Deutsche Inflation 1914 bis 1923, der Aufstand in Oberschlesien, die Märzkämpfe in Mitteldeutschland, die Münchner Räterepublik, der Ruhraufstand bedrohten die Weimarer Republik. Der Friedensvertrag von Versailles wurde als Demütigung und unzumutbare Last empfunden. „Vaterländische“ Gesinnung galt als Grundlage für die Wiederherstellung eines stabilen Staatswesens. So schrieb Württembergs Wilhelm II. kurz nach der Abdankung an den Vorsitzenden der Altherrenschaft seines Tübinger Corps:

„Der Geist des deutschen Corpsstudententums, der Geist der Zusammengehörigkeit und der Treue [wird] einer der nützlichsten und notwendigsten Bausteine sein beim Wiederaufbau alles dessen, was jetzt so jäh zusammengebrochen ist.“

Nationale, deutsch-völkische und vaterländische Vorstellungen gewannen an Einfluss. Von den Corps strikt abgelehnt wurden nicht nur Egalitarismus und Kommunismus, sondern auch der Internationalismus. Der galt als grenzüberschreitender, nur am Profitstreben ausgerichteter Kapitalismus – als Vorläufer der heutigen Globalisierung.

„Die Aufgaben der deutschen Corps sind die des ganzen deutschen Volkes.: Wiedergeburt unserer Kultur und eines neuen dauerhaften Staates. Dies ist nur möglich im Kampf gegen zwei Fronten: 1. gegen die vom Marxismus erstrebte Herrschaft der Masse; 2. gegen die sittliche Versumpfung und Entartung, die alle Kreise unseres Volkes durchsetzt hat.“

### Zeit des Nationalsozialismus
Wie schon der Kultusminister Carl Heinrich Becker im Freistaat Preußen wollte der 1926 gegründete Nationalsozialistische Deutsche Studentenbund (NSDStB) die Dominanz der Studentenverbindungen brechen. Bei den Wahlen zu den Allgemeinen Studierendenausschüssen wurde er Ende der 1920er Jahre immer erfolgreicher. Auf dem Grazer Studententag im Juli 1931 übernahm er die Führung der Deutschen Studentenschaft. In seiner Abschiedsrede griff der scheidende Vorsitzende Hans-Heinrich Schulz (Corps Hildeso-Guestphalia Göttingen) den NSDStB wegen seines Totalitätsanspruchs scharf an:

„In dem Augenblick, in dem eine politische Partei der Deutschen Studentenschaft ausschließlich ihren Stempel aufdrückt, wird man von einer Deutschen Studentenschaft nicht mehr sprechen können.“

Im Juli 1932 war die Gleichschaltung der Deutschen Studentenschaft vollzogen. Auf dem Studententag in Königsberg erschienen die Delegierten in den Uniformen der NSDAP-Gliederungen. An fast allen Universitäten stellte der NSDStB den Allgemeinen Studentenausschuss (AStA).
Viele Corpsstudenten waren – jedenfalls zunächst – begeisterte Anhänger des Nationalsozialismus. Der Verlust der Monarchie, die Niederlage im Weltkrieg, die Demütigung des Friedensvertrags von Versailles, die Beschneidung der Ostgebiete des Deutschen Reiches, die Deutsche Inflation 1914 bis 1923 und die Wirren der Weimarer Republik ließen sie wie die meisten Deutschen auf die nationale Revolution und den totalitären Staat hoffen. Wie Viktor Lutze und Rudolf Heß in ihren Erlassen 1935 und 1936 feststellten, gab es trotzdem unvereinbare Unterschiede zwischen Nationalsozialismus und Corpsstudententum. Der Allgemeine Deutsche Waffenring (ADW) sollte dazu dienen, nach der Deutschen Studentenschaft auch die Studentenverbindungen und ihre Verbände gleichzuschalten. Der NSDStB hatte bereits im Januar 1931 mit dem ADW ein Abkommen geschlossen, das die hochschulpolitische Zusammenarbeit regelte und eine Ehrenordnung enthielt. So sollte der ADW auf die Verbände und ihre Mitgliedsverbindungen im Sinne des NSDStB von oben herab Einfluss nehmen, was auch zunehmend der Fall war. Um dem entgegenzutreten, stellte der Heidelberger Senioren-Convent auf dem aoKC im Oktober 1932 den Antrag, die Mitgliedschaft des KSCV im ADW zu kündigen:

„Der Verlauf der letzten Waffenstudententage nötigt uns zu der Erkenntnis, dass durch die Vergewaltigung des ADW-Vertrages durch zweifelhafte Mehrheitsbeschlüsse die Erhaltung des Kösener Gesetzes auf die Dauer unmöglich wird. Diese Erkenntnis zieht aber die Konsequenz nach sich, dass man aus diesem Gremium austreten muss, solange noch Zeit dazu ist.“

Dieser Antrag wurde einstimmig angenommen, der KSCV trat aus dem ADW aus. Die dreimonatige Kündigungsfrist reichte bis zum Januar 1933.
Die Auseinandersetzungen nahmen auch nach der Reichstagswahl März 1933 weiter zu. Rempeleien und Pöbeleien uferten teilweise in Straßenschlachten aus. Diese Konflikte kamen als Göttinger Krawalle und Heidelberger Spargelessen in die öffentliche Diskussion. Die gleichgeschalteten Medien forderten zunehmend die Auflösung der traditionellen Studentenverbindungen. Die selbstbewussten Corps galten als besonders kritische Gruppe. Der oKC 1933, der die Gleichschaltung und Übernahme des Führerprinzips einleiten sollte, brachte den KSCV an den Rand der Handlungsunfähigkeit. Nach Konsultation von Hans Heinrich Lammers – Chef der Reichskanzlei und Korporierter im Miltenberger Ring – ernannte der Gesamtausschuss Max Blunck zum Führer des KSCV. Der Arierparagraph, der Feickert-Plan und die Erlasse von Lutze und Heß verstärkten den Druck auf die Verbindungen.
1934, kurz vor Toresschluss, gelang dem Rudolstädter Senioren-Convent und dem Naumburger Senioren-Convent die Aufnahme in den Weinheimer Senioren-Convent. Die Kösener Corps in Österreich wurden nach dem Anschluss Österreichs an das Deutsche Reich 1933 bis 1945 im Jahre 1938 aufgelöst. Der Prager Senioren-Convents-Verband bestand bis 1939. Trotz der Verbote und offiziellen Suspensionen führten viele Corps den aktiven Betrieb in der Kriegszeit heimlich oder getarnt fort.

## Wiedergründung der Corps in der Nachkriegszeit
Trotz der Suspension der Corps in den 1930er Jahren stehen diese auf dem Index der verbotenen Vereine der Viermächte-Verordnung Nr. 24: „Die führenden Universitätsburschenschaften [sic!] …, die dem Kösener Studentencorps angeschlossen waren“. Nach dem Krieg wurden in Westdeutschland und in Österreich ab etwa 1947 erste Versuche der Wiedergründung der Corps gemacht, bis 1950 hatten sie konkrete Formen angenommen, ab 1953 wurde die Mensur für straffrei erklärt, zugleich mit dem Verzicht der mensurschlagenden Verbände auf das Prinzip der unbedingten Satisfaktion und die Einführung der Kösener Ehrenordnung (1958) ein bedeutsamer Wandel vollzogen. Die Corps an den Hochschulen aus dem Gebiet der Deutschen Demokratischen Republik, den Ostgebieten des Deutschen Reiches und aus Böhmen und Mähren verlegten ihren Standort nach Westdeutschland oder Österreich. Manche fusionierten mit befreundeten Corps oder mit anderen Corps am Standort, um mehr Ressourcen für den Wiederaufbau zu haben. So gründeten die Corps Masovia aus Königsberg (Preußen) und Palaiomarchia aus Halle an der Saale 1950 in Kiel durch „gemeinsame Rekonstitution“ zusammen mit der 1946 in Kiel gegründeten studentischen Verbindung „Collegium Albertinum“ als ihrem Corpsburschenconvent das Corps Palaiomarchia-Masovia.
Prinz Friedrich Ferdinand äußerte sich 1958 zur Bedeutung der Corps. In der Zeit des Nationalsozialismus verboten und nach dem Krieg diskreditiert, ständen gerade die Studentenverbindungen für die Freiheit und das Recht des Einzelnen. Anders als ihre nichtkorporierten Kommilitonen hätten sich die korporierten (Corpsstudenten) um die Flüchtlinge nach dem Ungarischen Volksaufstand, die Heimkehrer und die Familienangehörigen in der DDR gekümmert. Die Werkstudenten unter ihnen trügen zur Überwindung des Klassenkampfes bei.
Die deutsch-baltischen Studentenverbindungen in Riga und Dorpat hatten eine eigene Kultur entwickelt, blieben aber immer dem Corpsstudententum verbunden. Nach dem Kriege gründeten sie in Göttingen und Hamburg neue Corps, die innerhalb des KSCV ihre besonderen Traditionen weiterführen.

### Vertriebene Corps
Im Deutschen Reich 1933 bis 1945 suspendierten die Korporationen zwischen 1934 und 1936, im Protektorat Böhmen und Mähren erst 1939. Achtzehn Corps konnten nicht an die heimatlichen Hochschulen zurückkehren. Im KSCV initiierte Georg Sporleder Traditions- und Patenschaftsverhältnisse.
Breslau: Überlebt haben Borussia Breslau in Aachen und Silesia in Frankfurt (Oder). Lusatia Breslau verschmolz mit Lusatia Leipzig, Marcomannia mit Borussia Tübingen. Von den Weinheimer Corps ist Frisia heute in Braunschweig und Silingia in Köln. Neo-Franconia ist in Hannovera Hannover aufgegangen.
Brünn: Von den drei mährischen Corps haben immerhin zwei überlebt. Marchia ist heute in Trier, Frankonia in Salzburg. Austria ist erloschen.
Danzig: Die Weinheimer Corps Baltica und Borussia sind zum Corps Baltica-Borussia Danzig zu Bielefeld geworden.
Halle: Von den Hallenser Corps konnten Borussia, Guestphalia und Palaiomarchia nach der Wiedervereinigung zurückkehren. Das Corps Agronomia Hallensis zu Göttingen, das Corps Normannia-Halle und das Corps Saxonia Konstanz verblieben an ihren „neuen“ Standorten.
Königsberg: Von den ostpreußischen Corps sind Baltia, Hansea und Littuania erloschen. Ihre Tradition wird vom Corps Albertina in Hamburg fortgeführt. Masovia rekonstituierte 1997 in Kiel und verlegte 2001 nach Potsdam.
Prag: Frankonia, erst 1922 in den KSCV gekommen, gedeiht heute in Saarbrücken. Suevia ist erloschen.
Straßburg: Wie alle Studentenverbindungen wurden die Corps – Palaio-Alsatia, Palatia, Rhenania und Suevia – noch vor dem Versailler Vertrag aus Straßburg vertrieben. Sie stehen noch heute in der Straßburger Vorstellung. Nur Suevia unterhielt in Marburg bis 2018 einen aktiven Betrieb.

### Deutsche Vereinigung
Nach der Deutschen Wiedervereinigung im Jahre 1990 kehrten viele Corps an ihre alten Standorte in den neuen Ländern zurück, so nach Dresden, Freiberg, Greifswald, Halle (Saale), Jena, Leipzig, Rostock und Tharandt. In Potsdam, Magdeburg und Frankfurt (Oder) wurden neue Standorte für das Corpsstudententum erschlossen.
2007 entstand mit der Tigurinia II wieder ein Kösener Corps in der Schweiz. Corps in Budapest und Löwen wurden in den KSCV aufgenommen. Der Rigaer Präsidenkonvent sucht den Anschluss an den KSCV.

### Gesellschaftliches Engagement
Die Corps und ihre Verbände setzen seit jeher auf das persönliche Engagement des einzelnen Corpsstudenten, der sich vor Ort in gesellschaftliche und soziale Verantwortung stellen soll. Den Konstitutionen der Corps und den Statuten ihrer Verbände liefe ein Allgemeinpolitisches Mandat zuwider. Ein Corps wird deshalb keine politischen Erklärungen abgeben.
In der Nachwuchsarbeit zielen die Corps auf eigenverantwortliche, aufgeschlossene und gebildete Menschen. Aus welchem Land oder Kulturkreis sie kommen, spielt keine Rolle. Noch heute dem Humboldtschen Bildungsideal anhängend, wird die Begabtenförderung von Corpsstudenten und ihren Verbänden nicht unwesentlich finanziert. Ein Beispiel ist das Projekt Jugend Aktiv, das 1999 mit seinen Regionalvereinen vom Pathologen W.-Wolfgang Höpker (seit 1963 Mitglied Corps Albertina) initiiert wurde. Angesprochen sind hochbegabte Schüler und Jugendliche.
Auch unter den Mitgliedern werden Begabung und Leistung durch verbandseigene Bildungswerke gefördert. Der Stifterverein Alter Corpsstudenten verleiht im jährlichen Wechsel beim Kösener Congress oder bei der Weinheimtagung die Friedrich-von-Klinggräff-Medaille an junge Corpsstudenten, die als Vorbild gelten können. Corpsstudentisches Engagement, Dienst am Gemeinwohl und herausragende wissenschaftliche Leistungen werden gleichermaßen gewürdigt. Bis zum Jahr 2012 wurden 130 Kösener und Weinheimer Corpsstudenten geehrt und gefördert.
International unterstützen Corps und Corpsstudenten auf Initiative von Wolf-Gerhard Ansohn (Corps Concordia Rigensis) im Rahmen der Europäischen Integration schwerpunktmäßig Schüler und Studenten im Baltikum über den Förderkreis Brücke zum Baltikum.
Ein weiteres Feld gesellschaftlichen Engagements ergibt sich aus dem Traditionsverständnis von KSCV und VAC. Nach der deutschen Vereinigung haben Corpsverbände und einzelne Corpsstudenten erhebliche Mittel aufgebracht, um den alten Tagungsort, den Mutigen Ritter und die Rudelsburg in Bad Kösen, wieder benutzen zu können. Das Gleiche gilt für die Denkmäler bei der Rudelsburg.
In diesen ideellen Rahmen ist auch die mittelbare Kofinanzierung des Instituts für Hochschulkunde an der Universität Würzburg einzuordnen.
Durch ihre Corpshäuser fühlen sich die Corps und ihre Altherrenvereine dem Denkmalschutz besonders verpflichtet. Als Baudenkmäler prägen sie gerade in den kleineren Universitätsstädten oft das Ortsbild. Ihre Erhaltung bindet den größten Teil der finanziellen Mittel und ist daher – unter wirtschaftlichen Gesichtspunkten – der Kernbereich des gesellschaftlichen Engagements.

## Dachverbände
Als Korporationsverbände der Corps bestehen heute der Kösener Senioren-Convents-Verband (KSCV) und der Weinheimer Senioren-Convent (WSC). Der KSCV hat Mitgliedcorps in Deutschland, Österreich, der Schweiz, Ungarn und Belgien. Der WSC war früher auch in der Schweiz vertreten; heute sind seine Corps nur in Deutschland ansässig. Beide Verbände fechten Mensuren und tragen Couleur. Durch Kartellverträge von 1921, 1954 und 2009 sind sie eng verbunden.
Einige Studentische Jagdverbindungen im Wernigeroder Jagdkorporationen Senioren-Convent (WJSC) bezeichnen sich als „Jagdcorps“.

### Schweiz
In der Schweiz bestand in Konkurrenz zu den dem KSCV angegliederten Corps zeitweilig der Aarburger Senioren-Convent (ASC). Er wurde am 22. November 1884 als Verband schweizerischer Corps gegründet und ähnelte in seiner Ausrichtung dem KSCV. Er war Nachfolgeinstitution des 1876 gebildeten Aarburger Kartellverbands. 1889 erklärten sich die Verbindungen zu Corps. 1971 wurde der ASC suspendiert, da keine aktive Verbindung mehr bestand. Die Altherrenvereine schlossen sich bei Wahrung der Selbständigkeit zu einem gemeinsamen Altherren-Convent zusammen, der inzwischen ebenfalls erloschen ist.

## Verbandsfreie Corps

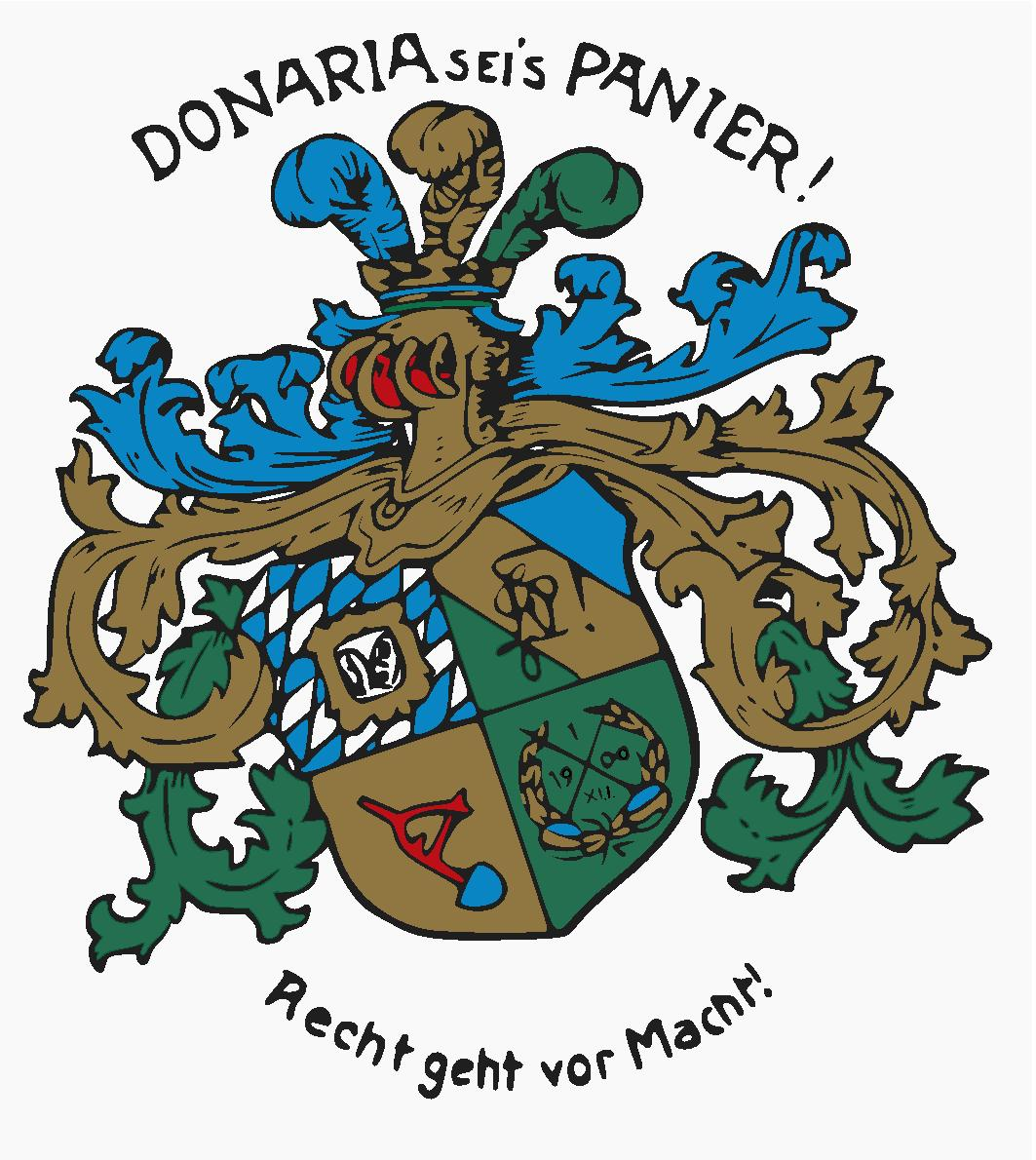
Donaria

- Bavaria Karlsruhe (1863 bis 1965 im WSC)
- Bremensia Göttingen (1848 bis 1971 im KSCV)
- Donaria zu Freising-Weihenstephan (1922 bis 1935 im NSC)
- Rhenania Straßburg (susp., 1872 bis 1971 im KSCV)
- Palatia Bonn (1856 bis 1958 im KSCV)
- Suevia Tübingen (1857 bis 1971 im KSCV)
- Vandalo-Guestphalia Heidelberg (bis 1972 im KSCV)
- Hansea Wien (bis 2018 im KSCV)
- Ottonen Wien

## Bekannte Corpsstudenten
Anfang Januar 2025 verzeichnet die Wikipedia 8.587 Corpsstudenten.

### Staatsoberhäupter
- Ernst I. (Sachsen-Altenburg) (1826–1908), Herzog (Franconia Jena, Saxo-Borussia Heidelberg)
- Georg Albert (Schwarzburg-Rudolstadt) (1838–1890), Fürst (Borussia Bonn)
- Wilhelm II. (Württemberg) (1848–1921), König (Bremensia, Suevia Tübingen)
- Adolf Friedrich V. (1848–1914), Großherzog, Regent im Landesteil Strelitz (Saxonia Göttingen)
- Friedrich Franz III. (Mecklenburg) (1851–1897), Großherzog von Mecklenburg-Schwerin (Borussia Bonn)
- Friedrich II. (Anhalt) (1856–1918), Herzog (Borussia Bonn)
- Johann Albrecht zu Mecklenburg (1857–1920), Regent des Großherzogtums Mecklenburg-Schwerin und des Herzogtums Braunschweig (Borussia Bonn)
- Friedrich II. (Baden, Großherzog) (1857–1928), Großherzog (Saxo-Borussia, Borussia Bonn, Suevia Heidelberg)
- Heinrich XXVII. (Reuß jüngere Linie) (1858–1928), Regent des Fürstentums Reuß älterer Linie (1908–1918), Regent des Fürstentums Reuß jüngerer Linie (1908–1913), regierender Fürst von Reuß jüngere Linie (1913–1918) (Borussia Bonn)
- Wilhelm II. (1859–1941), Deutscher Kaiser, König von Preußen (Borussia Bonn)
- Ernst II. zu Hohenlohe-Langenburg (1863–1950), Regent des Herzogtums Sachsen-Coburg und Gotha (Suevia Tübingen, Borussia Bonn)
- Friedrich (Waldeck-Pyrmont) (1865–1946), letzter regierender Fürst von Waldeck-Pyrmont (Bremensia)
- Konstantin I. (Griechenland) (1868–1923), König von Griechenland, Herzog von Sparta (Saxo-Borussia)
- Friedrich Karl von Hessen (1868–1940), General der Infanterie, Chef des Hauses Hessen-Kassel, König von Finnland (Suevia Freiburg)
- Ernst II. (Sachsen-Altenburg) (1871–1955), letzter Herzog von Sachsen-Altenburg (Franconia Jena)
- Leopold IV. (Lippe) (1871–1949), letzter regierender Fürst von Lippe (Borussia Bonn)
- Friedrich zu Wied (1872–1945), Fürst (Borussia Bonn)
- Wilhelm Ernst (Sachsen-Weimar-Eisenach) (1876–1923), Großherzog (Borussia Bonn)
- Friedrich Franz IV. (Mecklenburg) (1882–1945), letzter Großherzog von Mecklenburg-Schwerin und letzter regierender Monarch in Mecklenburg (Borussia Bonn, Visigothia)
- Adolf II. (Schaumburg-Lippe) (1883–1936), Fürst (Borussia Bonn)
- Carl Eduard (Sachsen-Coburg und Gotha) (1884–1954), letzter regierender Herzog von Sachsen-Coburg und Gotha, Duke of Albany, Enkel von Königin Victoria (Borussia Bonn)
- Bernhard III. (Sachsen-Meiningen) (1851–1928), letzter regierender Herzog von Sachsen-Meiningen, Schwager von Kaiser Wilhelm II. (Saxo-Borussia Heidelberg)

### Staat und Politik
- Wilhelm Emmanuel von Ketteler (1811–1877), Bischof von Mainz, Begründer der Katholischen Soziallehre, Widersacher Bismarcks im Kulturkampf (Hildeso-Guestphalia)
- Friedrich Hecker (1811–1881), badischer Revolutionär (Rhenania Heidelberg, Hassia Heidelberg, Palatia Heidelberg)
- Otto von Bismarck (1815–1898), Reichskanzler, „Schmied“ des Deutschen Kaiserreiches (Hannovera Göttingen)
- Hermann von Mittnacht (1825–1909), erster Ministerpräsident des Königreichs Württemberg (Guestphalia Heidelberg)
- Wilhelm Liebknecht (1826–1900), Mitbegründer der Sozialdemokratischen Arbeiterpartei Deutschlands (Hasso-Nassovia, Rhenania Gießen)
- Wilhelm von Becker (1835–1924), Oberbürgermeister von Düsseldorf und (als erster Protestant) von Köln, Vizepräsident des Preußischen Herrenhauses (Palaiomarchia, Pomerania EM). Zur Beerdigung von Kölns Ehrenbürger schickte der vormalige Kaiser Wilhelm II. aus dem Exil einen Kranz.
- Friedrich Krafft von Crailsheim (1841–1926), Bayerischer Ministerpräsident (Onoldia)
- Antônio Francisco de Paula Souza (1843–1917), Wegbereiter des brasilianischen Eisenbahnsystems, Außenminister und Verkehrsminister Brasiliens (Rhenania ZAB, Franconia Karlsruhe)
- Rudolf Gallati (1845–1904), Präsident des Schweizer Nationalrats (Helvetia Zürich)
- Wilhelm Blos (1849–1927), erster Präsident und Außenminister des Volksstaates Württemberg (Rhenania Freiburg)
- Georg Michaelis (1857–1936), 1917 Reichskanzler und preußischer Ministerpräsident (Plavia, Guestphalia Würzburg)
- Wolfgang Kapp (1858–1922), Putschist gegen die Weimarer Republik (Hannovera Göttingen)
- Eugen von Finckh (1860–1930), Ministerpräsident des Freistaates Oldenburg (Brunsviga Göttingen)
- Maximilian von Baden (1867–1929), letzter kaiserlicher Reichskanzler, preußischer Ministerpräsident (Rhenania Freiburg, Saxo-Borussia, Suevia Heidelberg)
- Julius Dorpmüller (1869–1945), ab 1937 Reichsverkehrsminister (Delta Aachen)
- Yamamoto Teijirō (1870–1937), Abgeordneter zum Japanischen Unterhaus, Landwirtschaftsminister, Präsident des Deutsch-Japanischen Vereins, (Germania Hohenheim)
- Konstantin Freiherr von Neurath (1873–1956), Reichsaußenminister, Reichsprotektor von Böhmen und Mähren (Suevia Tübingen)
- Reinhold Lobedanz (1880–1955), Präsident der Länderkammer der Deutschen Demokratischen Republik (Lusatia Leipzig)
- Anton Fehr (1881–1954), Reichsminister für Landwirtschaft (Guestphalia München)
- Franz Seldte (1882–1947), Gründer des Stahlhelm, Bund der Frontsoldaten; Reichsarbeitsminister (Teutonia-Hercynia Braunschweig)
- Robert Lehr (1883–1956), Mitglied des Parlamentarischen Rates und Bundesminister des Innern (Teutonia Marburg)
- Fritz Neumayer (1884–1973), Minister für Wirtschaft und Verkehr des Landes Rheinland-Pfalz, Bundesminister für Wohnungsbau und Bundesminister für Justiz (Rhenania Würzburg)
- Hermann Weinkauff (1894–1981), erster Präsident des Bundesgerichtshofs (Hubertia München)
- Georg Diederichs (1900–1983), Ministerpräsident Niedersachsens (Hercynia Göttingen)
- Hans-Christoph Seebohm (1903–1967), Bundesverkehrsminister, kurzzeitig Vizekanzler (Hasso-Borussia)
- Heinrich Homann (1911–1994), Mitbegründer des Nationalkomitees Freies Deutschland, Vorsitzender der Nationaldemokratischen Partei Deutschlands, stellvertretender Vorsitzender des Staatsrates der DDR (Brunsviga Göttingen, Thuringia Jena)
- Helmut Lemke (Politiker) (1907–1990), Ministerpräsident von Schleswig-Holstein (Holsatia)
- Hans Friderichs (* 1931), Bundesminister für Wirtschaft, Vorstandssprecher der Dresdner Bank (Teutonia Marburg)
- Klaus Hänsch (* 1938), Präsident des Europaparlamentes, Mitglied des Präsidiums vom Europäischen Verfassungskonvent (Silingia Breslau)
- Ayyub Axel Köhler (* 1938), Vorsitzender des Zentralrats der Muslime in Deutschland (Alemannia Kiel)
- Jürgen Gramke (* 1939), Wissenschaftsminister von Sachsen-Anhalt (Holsatia)
- Manfred Kanther (* 1939), Bundesminister des Innern, Hessischer Staatsminister der Finanzen (Guestphalia Marburg)
- Bernd Niehaus Quesada (* 1941), Hochschullehrer, Außenminister und Botschafter Costa Ricas (Markomannia Bonn, Irminsul)
- Edzard Schmidt-Jortzig (* 1941), Emeritus für Öffentliches Recht, Bundesminister für Justiz (Hansea Bonn)
- Ulrich Goll (* 1950), Justizminister und stv. Ministerpräsident von Baden-Württemberg (Hubertia Freiburg)

### Militär und Widerstand
- Ulrich Wille (1848–1925), Oberkommandierender der Schweizer Armee während des Ersten Weltkriegs (Tigurinia Zürich, Borussia Halle)
- Ulrich von Hassell (1881–1944), Botschafter in Belgrad und Rom, nach dem 20. Juli 1944 hingerichtet (Suevia Tübingen)
- Karl Burian (1896–1944), österreichischer Legitimist, am 13. März 1944 in Wien enthauptet (Ottonen im Wiener SC)
- Fritz-Dietlof Graf von der Schulenburg (1902–1944), Regierungspräsident, Oberst, nach dem 20. Juli 1944 hingerichtet (Saxonia Göttingen)
- Wolfgang Bonde (1902–1945), Jurist, im KZ Bergen-Belsen umgekommen (Bremensia)
- Eduard Brücklmeier (1903–1944), Diplomat, nach dem 20. Juli 1944 hingerichtet (Bavaria München)
- Albrecht von Hagen (1904–1944), nach dem 20. Juli 1944 hingerichtet (Saxo-Borussia)
- Peter Graf Yorck von Wartenburg (1904–1944), zentrale Figur des Kreisauer Kreises, in Plötzensee gehenkt (Borussia Bonn)
- Georg Ferdinand Duckwitz (1904–1973), Gerechter unter den Völkern (Rhenania Freiburg)
- Nikolaus Christoph von Halem (1905–1944), zentrale Figur des zivilen Widerstands, in Brandenburg enthauptet (Saxo-Borussia)
- Kurt Gerstein (1905–1945), Offizier der Waffen-SS, berichtete über Belzec und Treblinka, im Juli 1945 in Paris zu Tode gekommen (Teutonia Marburg)
- Volkmar Herntrich (1908–1958), führender Kopf der Bekennenden Kirche, Gegner der Frauenordination, Landesbischof der Evangelisch-lutherischen Kirche im Hamburgischen Staate (Borussia Tübingen)
- Adam von Trott zu Solz (1909–1944), außenpolitischer Experte des Kreisauer Kreises, nach dem 20. Juli 1944 hingerichtet (Saxonia Göttingen)
- Dieter Wellershoff (1933–2005), Admiral, Generalinspekteur der Bundeswehr, führte nach der sog. Wiedervereinigung Bundeswehr und Nationale Volksarmee zusammen (Marko-Guestphalia Aachen)
- Karsten Ewert (* 1937), Generalarzt, Kommandeur der BW Medizin Akademie München (Bavaria München)
- Walter Spindler (* 1954), Generalmajor (Suevo-Guestphalia München)

311 Kösener Corpsstudenten erhielten das Ritterkreuz des Eisernen Kreuzes, 36 dazu das Eichenlaub und 6 die Schwerter. 27 fielen. Das Ritterkreuz des Kriegsverdienstkreuzes trugen 24 Corpsstudenten: Otto Ambros, Adolf Bacmeister, Heinrich Böhmcker,  Julius Dorpmüller, Abraham Esau, Ferdinand Flury, Albert Ganzenmüller, Karl Gebhardt, Erwin Gohrbandt, Siegfried Handloser, Franz Hayler, Lothar Kreuz, Walther Kittel, Herbert Linnemeyer, Hans Malzacher, Fritz Mussehl, Matthias Pier,  Hermann Röchling, Gerhard Rose, Victor Schmieden, Oskar Schröder, Hans Thomsen und Arthur Tix. An die hingerichteten NS-Gegner erinnerten in der Gedenkstätte Plötzensee Wolfgang von der Groeben (2014) und Rüdiger Döhler (2019).

### Medizin und Naturwissenschaft
- Philipp Franz von Siebold (1796–1866), Wissenschaftlicher Entdecker Japans (Moenania)
- Justus von Liebig (1803–1873), Begründer der Organischen Chemie, der Agrikulturchemie und der Ernährungsphysiologie (Rhenania I Erlangen)
- Wilhelm Hillebrand (1821–1886), Botaniker, Leibarzt des Königs von Hawaii (Hanseatia Göttingen, Saxo-Borussia Heidelberg)
- Alfred Brehm (1829–1884), Naturforscher und Schriftsteller, Brehms Tierleben (Saxonia Jena)
- Gustav Nachtigal (1834–1885), Afrikaforscher (Palaiomarchia, Nassovia, Pomerania)
- Friedrich Loeffler (1852–1915), Begründer der Virologie (Moenania, Suevo-Borussia, Guestfalia Greifswald)
- Emil von Behring (1854–1917), erster Nobelpreisträger für Medizin (Suevo-Borussia)
- Alois Alzheimer (1864–1915), Psychiater (Franconia Würzburg)
- Hans Bredow (1879–1959), Gründer des Deutschen Rundfunks, Ehrensenator der TH Dresden und der TH Stuttgart, Ehrenbürger der TH Berlin und der TH Karlsruhe (Baltia Cöthen, Albingia Dresden, Teutonia Berlin)

### Wirtschaft und Technik
- Friedrich Bayer (Unternehmer, 1825), Gründervater des Bayer-Konzerns (Saxonia Bonn)
- Gottlieb Daimler (1834–1900), Ingenieur (Stauffia Stuttgart)
- Max Eyth (1836–1906), Ingenieur und Schriftsteller, Wegbereiter der modernen Landwirtschaft im 19. Jahrhundert (Stauffia Stuttgart)
- Heinrich Büssing (1843–1929), Pionier des LKW- und Omnibusbaus, Gründer der Büssing AG (Teutonia-Hercynia Braunschweig)
- Ferdinand Braun (1850–1918), Physiker, Erfinder der Braunschen Röhre, Gründer der Firma Telefunken, Nobelpreis für Physik 1909 (Teutonia Marburg)
- Otto Schott (1851–1935), Chemiker und Glastechniker, Gründer der Jenaer Glaswerk Schott & Gen. (Teutonia-Hercynia Braunschweig)
- Hugo Junkers (1859–1935), Ingenieur und Unternehmer (Turnerschaft Rhenania Berlin und Corps Delta Aachen)
- Wilhelm von Opel (1871–1948), Ingenieur (Franconia Darmstadt)
- Hugo Henkel (1881–1952), Mitbegründer der Henkel & Co (Stauffia Stuttgart)
- Abraham Esau (1884–1955), Physiker und Rundfunkpionier, Erfinder des UKW, Präsident der Physikalischen Reichsanstalt Berlin (Holsatia Berlin, Silingia Breslau)
- Claude Dornier (1884–1969), Flugzeugkonstrukteur und Luftfahrtpionier (Guestphalia München)
- Hans von Opel (1899–1948), Gründer der Hansa Finanzierungsgesellschaft für Automobilhandelsfirmen (Franconia Darmstadt)
- Bernhard Sprengel (1899–1985), Schokoladenfabrikant, Stifter des Sprengel-Museums, Ehrenbürger von Hannover (Holsatia)
- Fritz Berg (1901–1979), erster und dienstältester Präsident des Bundesverbandes der Deutschen Industrie (Hansea Köln)
- Hanns Martin Schleyer (1915–1977), SS-Offizier, Vorstandsmitglied der Daimler-Benz AG, Präsident des Arbeitgeberverbandes und des Bundesverbandes der Deutschen Industrie, von Terroristen ermordet (Suevia Heidelberg)
- Wolfgang Kühborth (1924–2017), Unternehmer, Vorstands- und Aufsichtsratsvorsitzender der KSB Aktiengesellschaft (Saxonia Karlsruhe)
- Wolfgang Schieren (1927–1996), Vorstandsvorsitzender der Allianz AG (Borussia Tübingen, Marcomannia Breslau zu Köln)
- Hermann Franz (1928–2016), Vorstand und Aufsichtsratsvorsitzender der Siemens AG (Franconia Karlsruhe)
- Eberhard von Kuenheim (* 1928), Vorstandsvorsitzender und Aufsichtsratsvorsitzender der BMW AG (Teutonia Stuttgart)
- Alfred Herrhausen (1930–1989), Vorstandssprecher der Deutschen Bank, von Terroristen ermordet (Hansea Köln)
- Hans Friderichs (* 1931), FDP-Politiker, Bundesminister für Wirtschaft, Vorstandssprecher der Dresdner Bank AG, Aufsichtsratsvorsitzender der adidas AG (Teutonia Marburg)
- Klaus Liesen (1931–2017), Ehrenvorsitzender des Aufsichtsrats der Ruhrgas AG und der Volkswagen AG (Brunsviga Göttingen)
- Hans-Jürgen Schinzler (* 1940), Vorstandsvorsitzender der Munich Re (Vitruvia München)
- Henning Schulte-Noelle (* 1942), Vorstandsvorsitzender und Aufsichtsratsvorsitzender der Allianz AG (Borussia Tübingen)
- Michael Rotert (* 1950), Ingenieur, Internetpionier, Vorstandsvorsitzender des Verbandes der deutschen Internetwirtschaft (Franconia Karlsruhe)
- Jürgen Großmann (* 1952), Vorstandsvorsitzender der RWE AG, Alleingesellschafter der Georgsmarienhütte Holding GmbH (Montania Clausthal, Hasso-Borussia)
- Frieder Löhrer (* 1956), Vorstandsvorsitzender der Loewe AG (Saxo-Montania (2008–2010), Saxo-Borussia Freiberg)

### Kunst und Kultur
- Theodor Körner (1791–1813), Dichter, gefallen in den Befreiungskriegen
- Heinrich Heine (1797–1856), Dichter, Schriftsteller
- Heinrich Hoffmann (1809–1894), Psychiater, Verfasser des Struwwelpeter
- Robert Schumann (1810–1856), Komponist
- Ferdinand Gregorovius (1821–1891), Historiker, Journalist und Schriftsteller, erster deutscher und erster protestantischer Ehrenbürger von Rom (Masovia)
- Rudolf Baumbach (1840–1905), Dichter und Schriftsteller (Corps Thuringia Leipzig)
- Wilhelm von Bode (1845–1929), Kunsthistoriker, Mitbegründer des modernen Museumswesens, Bodemuseum in Berlin (Brunsviga Göttingen)
- Fritz Milkau (1859–1934), Direktor der Universitätsbibliotheken in Greifswald und Breslau, Generaldirektor der Preußischen Staatsbibliothek (Masovia)
- Rudolf Huch (1862–1943), Jurist, Essayist und Autor (Corps Brunsviga Göttingen)
- Ludwig Thoma (1867–1921), Schriftsteller, Lausbubengeschichten; Herausgeber und Redakteur beim „Simplicissimus“ (Hubertia Aschaffenburg, Suevia München)
- Joseph Maria Lutz (1893–1972), Dichter, Schriftsteller (Bayernhymne, Brandner Kaspar) (Donaria Weihenstephan)
- Walter Felsenstein (1901–1975), Opernregisseur, Gründer und Intendant der Komischen Oper Berlin
- Asfa-Wossen Asserate (* 1948), Großneffe des letzten Kaisers von Äthiopien, Unternehmensberater und Autor: Manieren, Ein Prinz aus dem Hause David (Suevia Tübingen)

### Richter
94 Richter und die beiden ersten Präsidenten des Reichsgerichts waren Corpsstudenten.

### Sänger
Max Alvary • Max Begemann • Karl Buff • Horst Euler • Fritz Feinhals • Nicola Geisse-Winkel • Martin Härtinger • Hans Köhler • Heinrich Kotzolt • Josef Leinauer • Julius Lindemann • Hans Patek • Alfred Poell • Georg Sieglitz • Gustav Siehr • Hermann Thomaschek • Hartwig von Wersebe.

### Namensgeber
Zwei Corpsstudenten gaben ostpreußischen Gemeinden ihren Namen: Fritz von Bramann für Bramannsdorf (1938) und Gustav Gisevius für Giżycko (1946), das frühere Lötzen. Nach dem Landrat Axel von Colmar wurde 1878 das heutige Chodzież benannt. In Namibia ist Luhonono (Schuckmannsburg) nach Bruno von Schuckmann benannt.

## Briefmarken
Nach Geburtsjahr geordnet

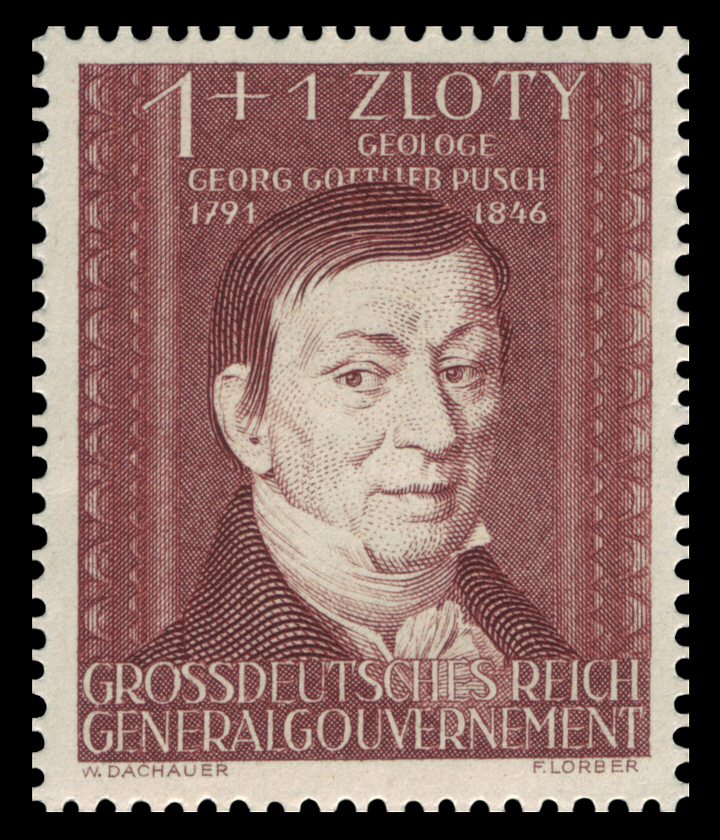
Georg Gottlieb Pusch
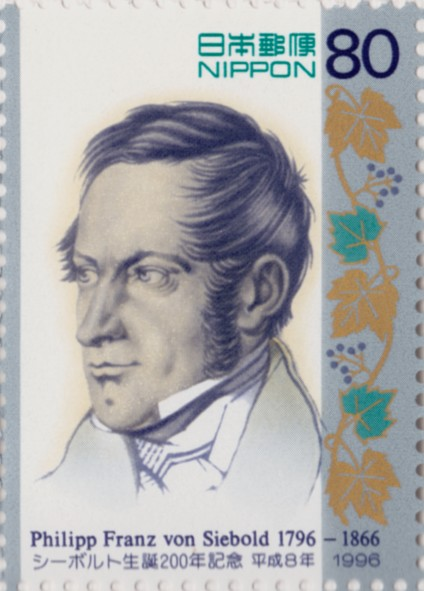
Philipp Franz von Siebold
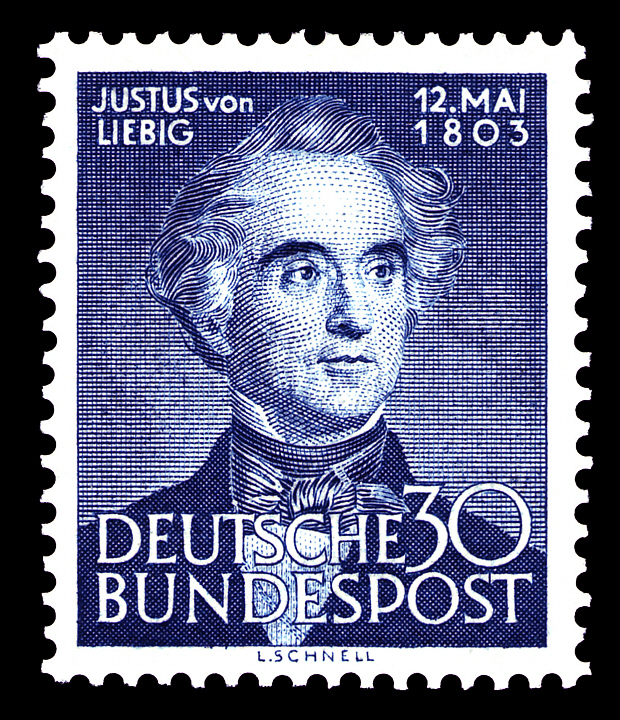
Justus von Liebig
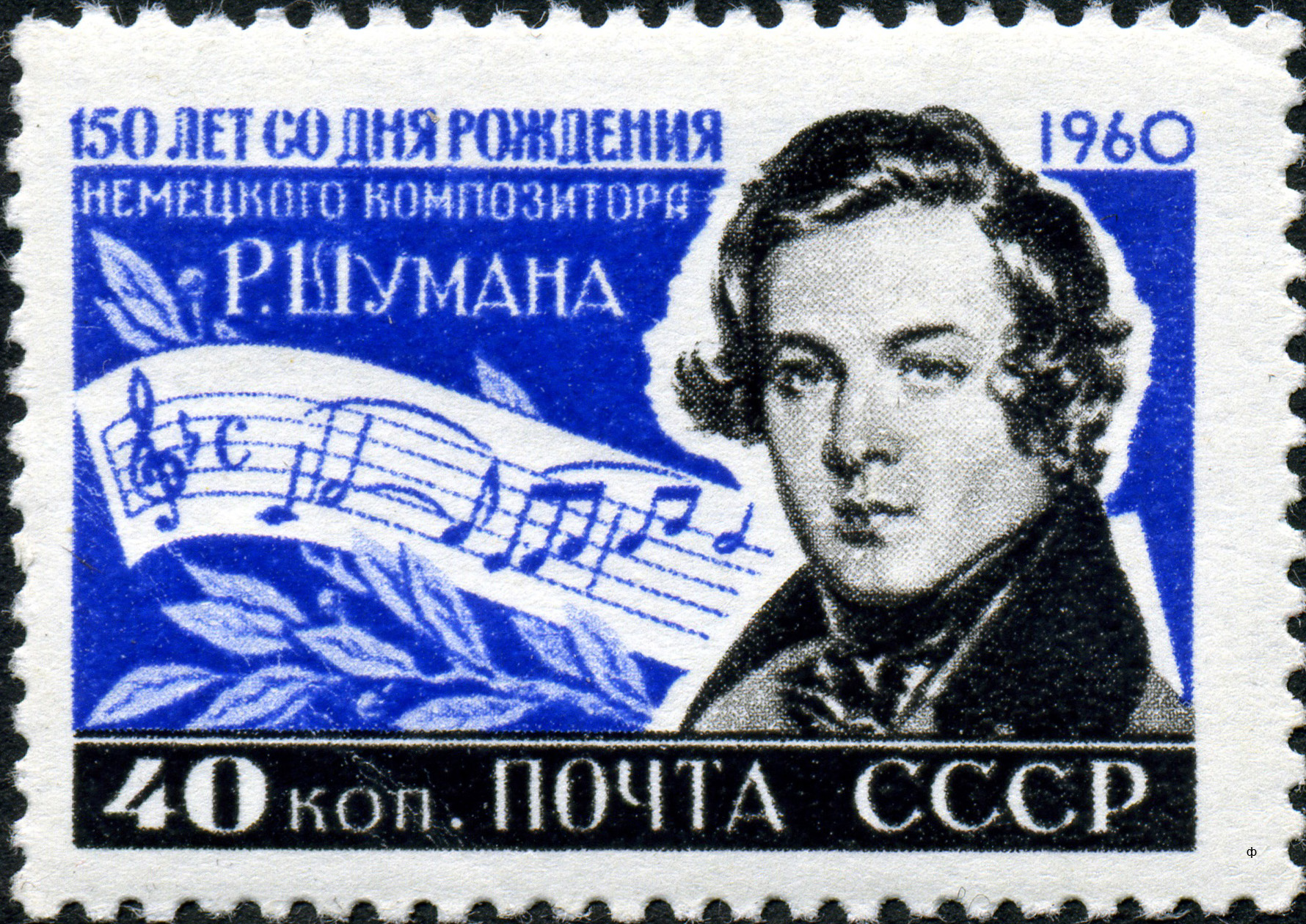
Robert Schumann
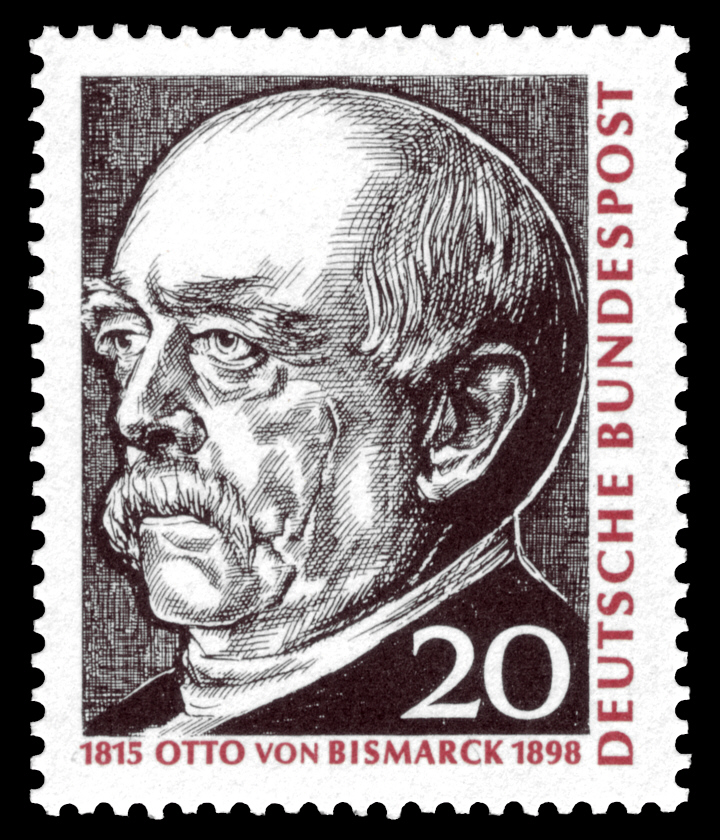
Otto von Bismarck
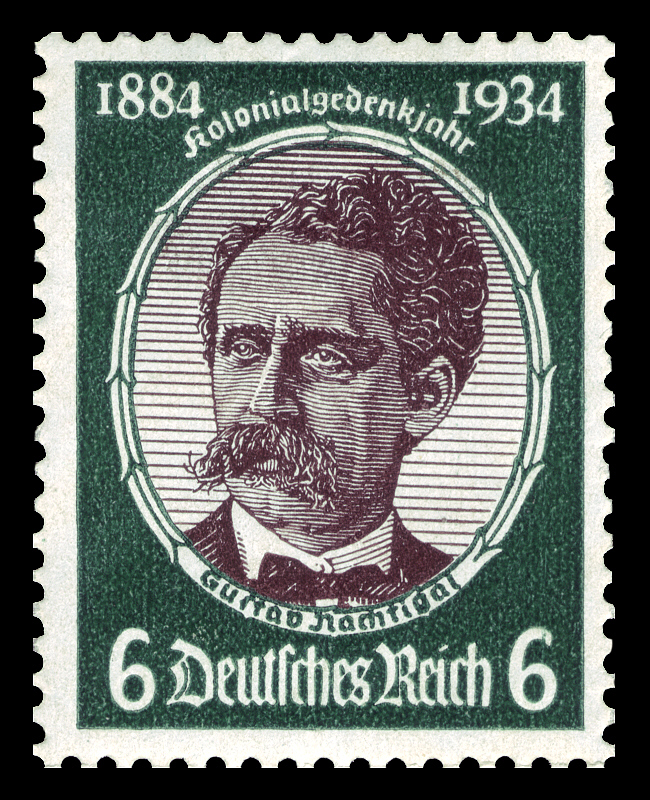
Gustav Nachtigal
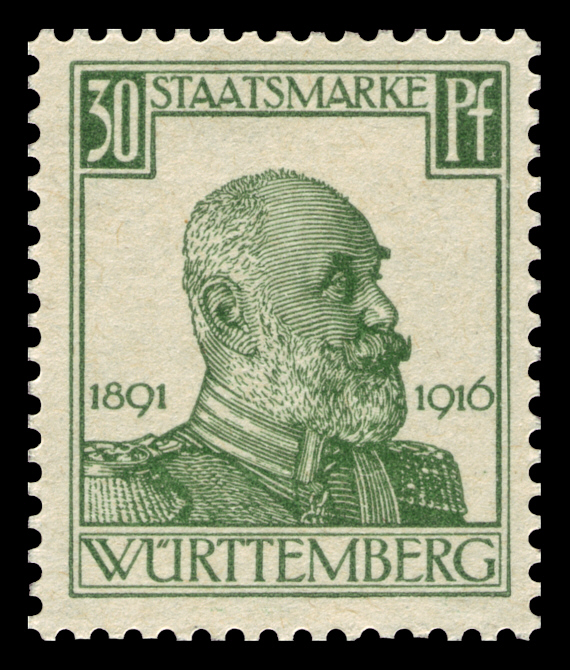
König Wilhelm II.
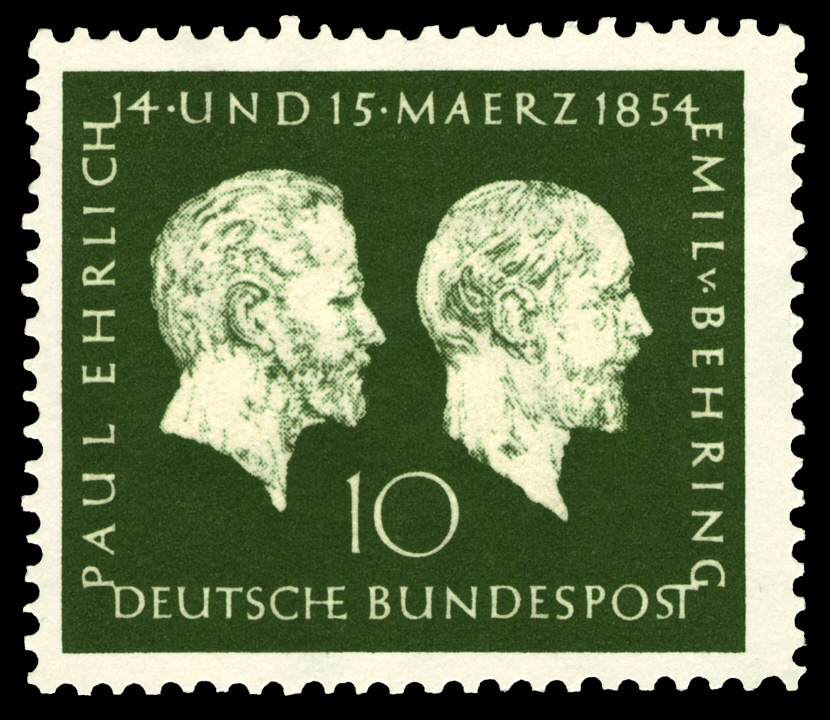
Emil von Behring
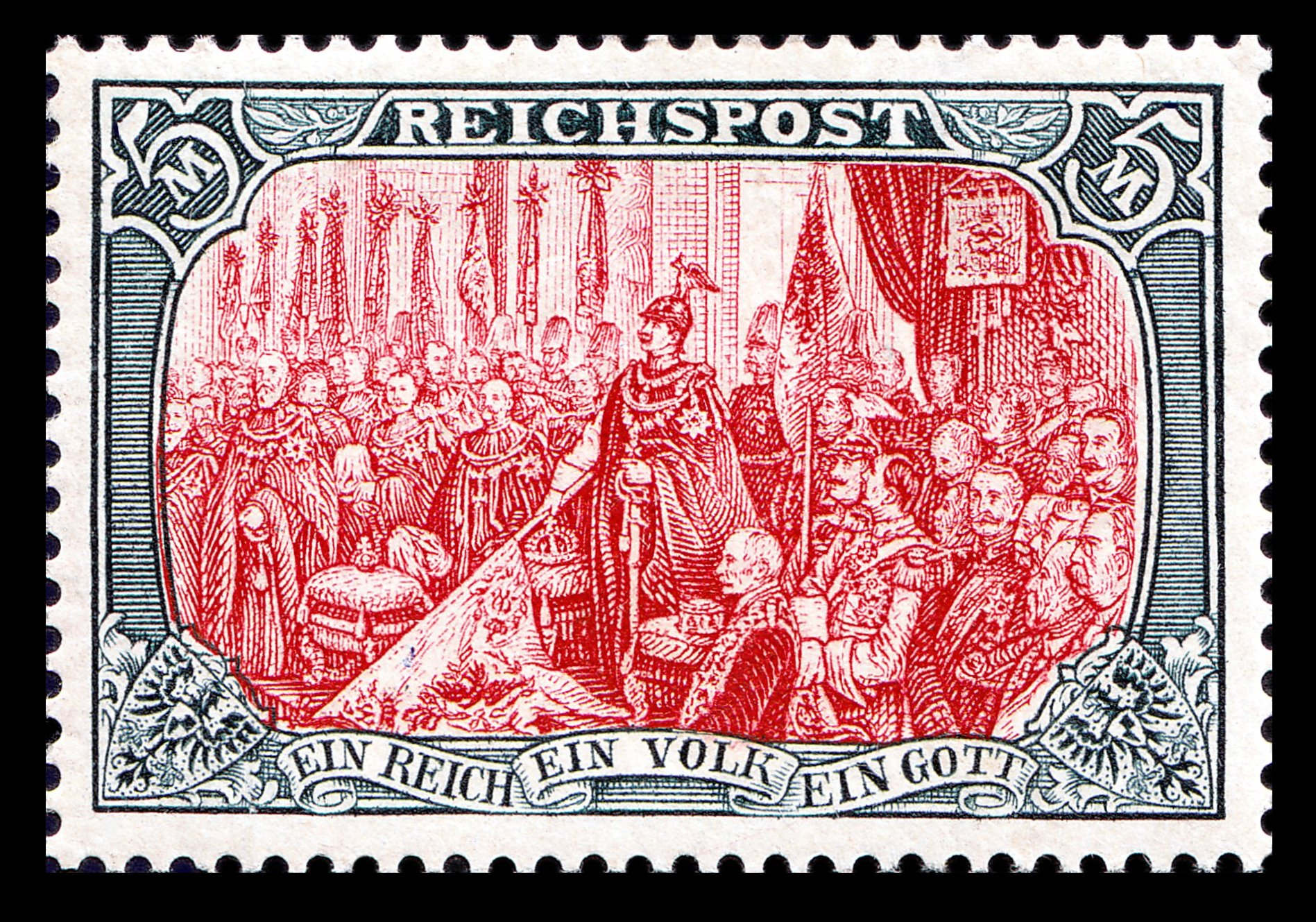
Kaiser Wilhelm II.

### Ehrenmitglied

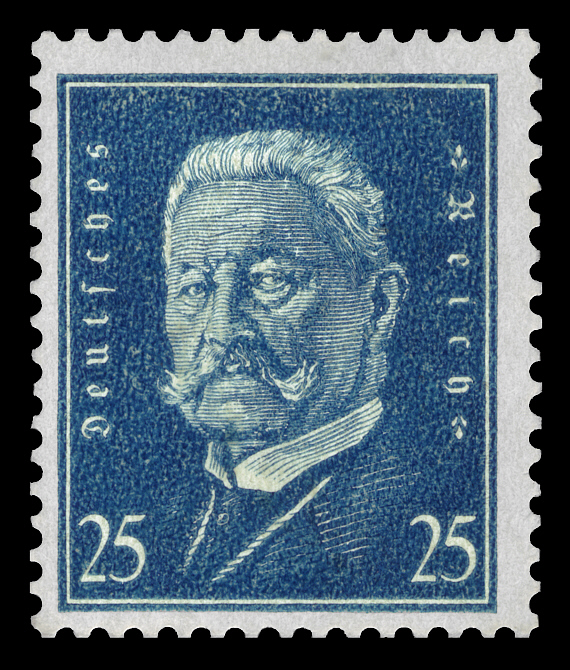
Reichspräsident v. Hindenburg

## Preußen
„Die Ziele des Corpsstudententums führten stillschweigend dazu, daß sich zwischen ihm und den konservativen Kreisen Beziehungen anbahnten; denn es war ein Beamtentum erwünscht, das ehrenhaft handelte, gewissenhaft seine Pflicht erfüllte und sachlich entschied, ohne sich um das Kläffen der Besserwisser zu kümmern. Für Preußen bedingte das wiederum, daß der Corpsstudent mehr Preuße als Großdeutscher war. Er war mit der Überlieferung verbunden, wenn er auch grundsätzlich mit der Zeit ging, sobald ein Vorschlag nach sachlicher Prüfung der Allgemeinheit Nutzen versprach.“

Die Dynastie der (evangelischen) Preußen stellte 15 Corpsstudenten, weit mehr als jedes andere Regierende Haus:
- Alf Prinz von Preußen[41]
- Christian Prinz von Preußen
- Prinz Eitel Friedrich
- Prinz Friedrich Heinrich
- Prinz Friedrich Karl
- Prinz Friedrich Wilhelm
- Prinz Heinrich
- Prinz Joachim
- Prinz Oskar
- Prinz Sigismund
- Prinz Waldemar
- Kaiser Wilhelm II.
- Kronprinz Wilhelm
- Wilhelm von Preußen

Ernst Vollert schreibt in seinen Erinnerungen:

„Die Begriffe über Ehre, Freundschaft, vornehmes und selbstbewußtes Auftreten, die in den Corps und allen guten Verbindungen gepflegt wurden, gaben uns ein gutes Fundament für den Kampf des Lebens mit. Corpsstudententum und altes, preußisches Offizierskorps waren sich ähnlich. Wer das eine begriffen hatte, war in dem anderen zu Hause.“

Neben Armee und Adel waren die Corps wichtige Stützen des so mächtigen wie modernen Staates in Mitteleuropa. Nach dem Deutschen Krieg trug ihre kleindeutsche Preußenneigung allerdings nicht dazu bei, den Deutschen Dualismus zu überwinden. Im 19. Jahrhundert wurde nur der SC zu Innsbruck mit Athesia und Gothia in den KSCV aufgenommen (1886). Die übrigen österreichischen Corps in Brünn, Graz, Leoben, Prag und Wien folgten erst nach dem Ersten Weltkrieg. Heute sind der Kösener Congress und der Abgeordnetentag des VAC die einzigen „großdeutschen“ Parlamente.

## Träger des Pour le Mérite
Otto von Bismarck war einer von vier Trägern beider Klassen.

### Militärorden
- Viktor Albrecht (Rhenania Straßburg)
- Karl Almenröder (Teutonia Marburg)
- Paul Bäumer (Suevo-Borussia)
- Josef Bischoff (Lusatia Breslau)
- Otto von Bismarck (Hannovera)
- Walter von Bülow-Bothkamp (Vandalia Heidelberg)
- Emil Hell (Thuringia Leipzig)
- Ernst II. (Sachsen-Altenburg) (Franconia Jena, Saxo-Borussia)
- Paul von Hindenburg (Montania Freiberg)
- Wilhelm Humser (Isaria)
- Albano von Jacobi (Palatia Straßburg)
- Kurt von Klüfer (Cheruscia Erlangen (RSC))
- Heinrich Carl Wilhelm Küpfer (Saxonia Jena)
- August von Mackensen (Agronomia Halle)
- Eitel Friedrich von Preußen (Borussia Bonn)
- Friedrich Karl von Preußen (Borussia Bonn)
- Heinrich von Preußen (Holsatia)
- Wilhelm Paul Schreiber (Suevia Freiburg)
- Wilhelm von Tümpling (Saxo-Borussia)
- Hermann Ludwig von Wartensleben (Saxo-Borussia)
- Kaiser Wilhelm II. (Borussia Bonn)
- Kronprinz Wilhelm (Borussia Bonn)
- Wilhelm II. (Württemberg) (Suevia Tübingen, Bremensia)
- Ernst von Wrisberg (Bremensia)

### Friedensklasse
- Louis Agassiz (Helvetia Heidelberg, Helvetia München)
- Otto von Bismarck (Hannovera)
- Wilhelm von Bode (Brunsviga Göttingen)
- Johann Friedrich Dieffenbach (Pomerania)
- Gustav Freytag (Borussia Breslau)
- Walther Gerlach (Borussia Tübingen)
- Hans Grässel (Rheno-Palatia)
- Adolf von Harnack (Livonia Dorpat)
- Justus von Liebig (Rhenania I Erlangen)
- Carl Ludwig (Guestphalia Marburg, Stifter und Ehrenmitglied von Hasso-Nassovia)
- Eilhard Mitscherlich (Guestphalia Heidelberg)
- Carl Joseph Anton Mittermaier (Bavaria München)
- Friedrich Rückert (Franconia Würzburg)
- Georg Friedrich Schömann (Saxonia Jena, Pomerania)
- Gabriel von Seidl (Germania München)
- Michael Stolleis (Saxo-Borussia)
- Otto Wilhelm von Struve (Baltica Karlsruhe (WSC))
- Karl Weierstraß (Saxonia Bonn)
- Franz Wieacker (Rhenania Tübingen)
- Theodor Wiegand (Suevia München)

### Fragliche Zuordnung
- Werner Bergengruen, Schriftsteller (Normannia Marburg (RSC))
- Hans Erich Nossack, Schriftsteller (Thuringia Jena 1920–1922)